# Corvette C6
Die Corvette C6 ist die sechste Auflage des US-amerikanischen Sportwagens Corvette von General Motors, die von Januar 2005 bis Februar 2013 hergestellt wurde.
Seit ihrer Vorstellung im Juni 1953 lief die Corvette über sechs Generationen hinweg bislang in rund 1,5 Millionen Exemplaren vom Band. Der Sportwagen mit der GFK-Karosserie ist weltweit bekannt und fester Bestandteil der amerikanischen Sportwagengeschichte. Die Corvette wurde schon in vielen Songs und Filmen verewigt und entwickelte sich so zum Sportwagen-Kultobjekt, da auch bekannte Personen aus der Film- und Musikbranche eine „Vette“ besaßen oder besitzen.

## Modellgeschichte
Neben dem deutlich veränderten Aussehen werden erstmals seit der Corvette C1 wieder offene anstatt der eigentlich typisch gewordenen Klappscheinwerfer verwendet. Außerdem bekam die neue C6 einen größeren und effizienteren V8-Motor, das Fahrwerk wurde überarbeitet, die Fahreigenschaften verbessert und die Innenausstattung aufgewertet.
Das neueste Modell der Corvette trägt in Europa offiziell nun nicht mehr die Marke Chevrolet. Der Grund für die Trennung des Namens wird mit dem Vertrieb von Daewoo-Fahrzeugen unter dem Namen Chevrolet in Europa angegeben. Man wolle so das sportlich-gehobene Image von Corvette wahren, heißt es von offizieller Seite.
Die neueste Corvette ist technisch moderner denn je, orientiert sich aber stilistisch auch an Designelementen früherer Modellgenerationen. Die Neuauflage des Sportwagens wurde jedoch mit einjähriger Verspätung präsentiert; somit musste das im Sommer 2003 begangene 50. Corvette-Jubiläum ohne die Premierenfeier der C6 über die Bühne gehen. Die Premiere fand schließlich im Jahr 2004 in den Vereinigten Staaten auf der North American International Auto Show in Detroit statt. Trotzdem dauerte es aber noch ein weiteres gutes Jahr, bis die C6 auch auf die Straßen kam: Die C6 wurde erst 2005 zum ersten Kunden geliefert.
Die sechste Corvette-Generation, erhältlich als Coupé oder Cabrio, wartet nun mit einem stark überarbeiteten, größeren und vor allem leistungsstärkeren V8-Motor auf. Der Sportwagen profitiert zudem von verbesserten Fahreigenschaften gegenüber seinen Vorgängern. Zahlreiche Verbesserungen an Karosserie und Innenraum sowie die höhere Verarbeitungsqualität der Corvette sollen die Wettbewerbsfähigkeit des Sportwagens stärken.
„Die Corvette ist ein kompromissloser Sportwagen, der seinen Besitzer mit makelloser Leistung und großem Komfort belohnt“, meint Ed Peper, der General-Manager von Chevrolet. Außerdem sagte er zu einem späteren Zeitpunkt auch noch: „Die Änderungen und Weiterentwicklungen an der 2008er Corvette geben ein Bild der kontinuierlichen Verbesserungen, typisch für die Chevrolet-Bestrebung, den besten Sportwagen der Welt zu bauen – und mit einer stolzen Geschichte von nahezu 55 Jahren steigert sich die Corvette erneut.“
Dave Hill, der inzwischen pensionierte Chef-Ingenieur, der die C5 und die C6 mitentwickelte, sagte:

„Wir wollen keine Sammlerstücke bauen, wie es andere große Marken tun, wir wollen Sportwagen bauen, die sich jeder arbeitende Amerikaner leisten kann.“

Diese Aussagen bestätigen zudem auch verschiedene Fahrberichte und Tests von Auto-Magazinen weltweit. Die C6 wurde damit einhergehend von der US-Zeitschrift „Car and Driver’s“ in die Liste der zehn besten Autos des Jahres 2005 gewählt. Dergleichen schrieb auch die US-Zeitschrift „Road & Track“: „Die C6 hat keine richtigen Schwachpunkte und viele Stärken. Sie besitzt Weltklasseleistung, einen hohen Komfortlevel und sie ist fast zum halben Preis eines Porsche Carrera S zu haben“. Dass sie sich wegen des speziellen drehmomentstarken Motors mit großem Hubraum und des Fahrwerks mit quer eingebauten Blattfedern statt Schraubenfedern nicht genauso anfühlt wie beispielsweise die europäischen Mitbewerber, wird meist auch als ausgeprägter Charakter gewertet.
Die aktuellen Basis-Modelle sind das C6 Coupé mit traditionell herausnehmbaren Dach (Targa) und die C6 Convertible (Cabrio). Diese waren vom Erscheinen 2005 bis 2007 mit dem 6,0-Liter-LS2-Motor ausgestattet. Seit 2008 kommt der immer noch aktuelle 6,2 Liter LS3 zum Einsatz, der leistungsstärkste je in eine Corvette eingebaute Motor, der mit dem Automatikgetriebe kombiniert werden kann. Die Sport-Version Z06 und die Top-Version ZR1 sind ausschließlich mit manuellem konventionellem Schaltgetriebe verfügbar. Die ZR1 ist die bisher leistungsfähigste Serien-Corvette, die je entwickelt worden ist.
Alle diese aktuellen Corvette-Modelle profitieren auch von der in Le Mans erfolgreichen Renntechnik. Mit der ZR1, einer Neuauflage der ZR-1 aus dem Jahre 1989, begann 2008 ein ganz neues Kapitel in der Corvette-Geschichte, denn sie ist mit 476 kW (647 PS) Leistung die schnellste und stärkste Serien-Corvette.
Mit kompakteren Außenmaßen und relativ hoher Leistung ist die C6 bisher die erfolgreichste Corvette-Generation. Das Nachfolgemodell Corvette C7 soll auf der NAIAS 2013 erscheinen und ihren Vorgänger dann nach acht Jahren Bauzeit ablösen.
Am 28. Februar 2013 lief im GM-Werk in Bowling Green (Kentucky) die letzte Corvette C6 vom Band. Es handelte sich um eine „Corvette 427 Convertible“ (Cabrio) in der Farbe Arctic White, ausgestattet mit dem 7,0-Liter-LS7-V8-Motor der Z06 und dem 60th-Anniversary-Design-Paket. Insgesamt wurden 215.100 Corvettes der Baureihe C6 gebaut, wovon 13.466 auf das Modelljahr 2013 entfallen.

## Entwicklung
Die Verbreitung der Corvette war im Gegensatz zu den „Global-Playern“ Porsche 911 oder Ferrari stark auf den Heimatmarkt fokussiert. Von den 35.000 Einheiten, die in Bowling Green jährlich gebaut werden, gingen bislang maximal 1.200 Stück nach Europa und noch weniger nach Japan. Das sollte sich mit der C6 ändern, denn GM strebte eine Vervier- bis Verfünffachung des Verkaufs in Europa an.
Bei der ersten weltweiten Vorstellung 2005 wurde die neue C6 zwar mit Beifall begrüßt, Kritiker meinten jedoch, sie wäre gar nicht neu genug, um diesem Anspruch gerecht zu werden. Die Corvette C6 war die erste, die gleichzeitig mit einem anderen General-Motors-Auto vom gleichen Team entwickelt wurde. Dies war der Cadillac XLR, ein luxuriöser Zweisitzer mit klappbarem Hardtop, der 2004 auf den Markt kam. Erst nach dem Beenden der Entwicklung des Cadillac XLR konnte sich das Corvette-Team der C6 voll und ganz widmen. Sie war schließlich schon seit dem Jahr 2000 in der Entwicklungsphase.
In der sechsten Generation gilt die Corvette immer noch als der amerikanische Sportwagen. Mittlerweile zwar im Design deutlich europäisiert, hat sie über die 50-jährige Geschichte Eigenschaften wie den Small-Block-V8-Motor, die Karosserie aus Fiberglas, die extrem leichten und haltbaren Blattfedern und eine umfangreiche Serienausstattung bewahrt. Die Corvette C5 wurde oft dafür kritisiert, dass sie zu groß für einen Sportwagen der hohen Klasse sei. Wäre sie kleiner, dann würde sie billiger herzustellen und auch für den Stadtverkehr geeigneter sein. Das letztere Argument galt insbesondere für den europäischen Absatzmarkt, wo GM die Verkaufsquote erhöhen wollte.
Als die C6 schließlich auf den Markt kam, bestätigten sich diese Absichten; sie war tatsächlich kleiner als ihr Vorgänger. Insgesamt wurde die Karosserie 13 cm kürzer und 2,5 cm schmaler. Der Radstand vergrößerte sich aber dennoch auf 269 cm, was 3 cm mehr sind als bei der C5. Gleichzeitig wurden auch die Räder um je einen Zoll größer: Vorne wurden 18"-Räder und hinten 19"-Räder eingebaut. Der Kofferraum schrumpfte von 700 l auf 620 l für die Coupé/Targa-Variante und für die Cabriolet-Version von 390 l auf maximal 290 l.
Bei der C6 wurde erstmals seit langer Zeit auf ein besonderes Merkmal verzichtet: Nach 42 Jahren wurden die Klappscheinwerfer durch herkömmliche, fest montierte, offene Scheinwerfer ersetzt, die es bei einer Corvette seit 1962 nicht mehr gegeben hatte. Durch die aggressiv gestylten Frontscheinwerfer ist die neue C6 somit optisch sofort von den anderen Corvette-Generationen zu unterscheiden. Auch sonst hat sich an der Corvette C6 sehr viel geändert; sie hat zwar ihr amerikanisches Flair nicht ganz verloren, jedoch wurde sie europatauglich gemacht.
Der neue LS2-Motor im normalen C6 Coupé und Cabrio ist immer noch der bekannte sogenannte Small-Block-V8, er wurde jedoch überarbeitet. Der Hubraum wurde gegenüber dem Vorgänger LS1 von 5.666 cm³ (5,7 Liter) auf 5.967 cm³ (6,0 Liter) erhöht und die Kompressionsrate stieg von 10,1:1 auf 10,9:1 an. Eine aufpolierte Luftansaugung sorgt für 15 Prozent mehr Luft. Das Abgassystem wurde aus neuentwickeltem Leichtmetall hergestellt und erhielt somit dünnere Wände und eine um 20 Prozent verbesserte Ausströmung. Die maximale Leistung von 257 kW (350 PS) bei 5200/min der Corvette C5 wurden so auf 298 kW (405 PS) bei 6000/min angehoben. Der neue LS2 wog aber dank einer neuen Wasserpumpe und einer aus Aluminium hergestellten Ölwanne knapp 7 kg weniger. Ab 2008 wurde der Hubraum des nun als LS3 bezeichneten Motors sogar auf 6,2 Liter vergrößert und die Leistung auf 321 kW (436 PS) gesteigert.
Die C6 hat ein hinten mit dem Differential in einem Gehäuse montiertes Getriebe (sog. Transaxle-Bauweise) für eine bessere Gewichtsverteilung im Fahrzeug, sowie eine Alu-Cockpit-Struktur, genau wie die C5. Genauso übernommen wurden die vorderen und hinteren Einzelradaufhängungen in der sogenannten SALA-Ausführung (Short Arm/Long Arm = je ein kurzer und ein langer Dreieckslenker); diese Konstruktion spiegelt die am meisten vom Rennsport geprägte Fahrwerksveränderung in der Corvette-Geschichte. Die Federung, Querlenker, Stoßdämpfer, Buchsen, Stabilisatoren und Lenkgetriebe wurden ebenso von der C5 übernommen, jedoch gegenüber dem Vorgänger überarbeitet. Neue Goodyear Extended Mobility Tires (EMT) nutzen die neuesten Design-, Seitenwand- und Compound-Techniken für Reifen mit Notlaufeigenschaften. Erhältlich war das neue Modell wahlweise mit einem Sechsgangschaltgetriebe, einer Vierstufenautomatik oder einem Sechsgang-Paddleshift-Getriebe mit Automatikmodus ab 2006. Im Unterschied zur C5 war das optionale Schaltgetriebe ohne Aufpreis.
Generell wurden Chassis und Fahrwerk aus der C5 übernommen und teilweise mit neuen Teilen versehen. Das Auto gilt als besser manövrierbar. Die Corvette C6 bringt viele neue Features und Verbesserungen gegenüber dem Vorgänger und hat eine erhöhte Leistungsfähigkeit.

### Modellpflege/Neuerungen

#### C6 ab Modelljahr 2006
Hier ist ein kurzer Überblick auf die Änderungen und Neuerungen der Corvette C6 für die Versionen ab dem Modelljahr 2006:
Es wurden Leistungsverbesserungen für das Coupé und Cabrio vorgenommen; unter anderem mit der optionalen Verfügbarkeit eines neuen, elektronisch gesteuerten 6-Gang-Getriebes mit Paddle-Shift-Funktion inklusive automatischem Modus. Das Getriebe hat drei Fahrprogramme: Während bei Drive die Automatik eher sanft und normal schaltet, sind die Schaltmomente beim Sportmodus kürzer eingestellt. Die Funktion Paddle-Shift erlaubt die manuelle Anwahl der zu schaltenden Gänge über Schaltwippen am Lenkrad. Eine breite Spreizung des Getriebes ermöglicht eine ausgewogene Balance zwischen Beschleunigung und Wirtschaftlichkeit.
Im Innenraum gehört ein neues sportliches Dreispeichenlenkrad ebenfalls zu den Neuerungen ab 2006. Das neue Lenkrad mit 370 mm Durchmesser ist kleiner als das vorherige Vierspeichenmodell. Es ist charakteristisch für ein sportliches Design, das auch in anderen leistungsorientierten Chevrolet-Fahrzeugen umgesetzt wird.
Ersetzt wurde ab 2006 auch der vorher manuell gesteuerte Airbag-Schalter. Alle Corvettes kamen nun mit fortgeschrittenen zweistufigen Front-Airbags mit dem neuen Passenger Sensing System (PSS) von General Motors. PSS nutzt Sensoren, um die Funktion des Beifahrerairbags automatisch ein- oder auszuschalten.

#### Z06
Mit ihrem 512 PS (377 kW) leistenden 7,0-Liter-LS7-Motor, dem Rennfahrwerk, dem durch Innenhochdruckumformen hergestellten Aluminiumrahmen und der Karosserie mit CFK-Elementen war die Z06 das schnellste, technisch fortschrittlichste Modell in der damals 53-jährigen Corvette-Geschichte.

#### Ab Modelljahr 2008/LS3-Motor
Für das Modelljahr 2008 wurde die Corvette C6 überarbeitet, auf diese Modifikationen wird jeweils in den einzelnen Abschnitten näher eingegangen. Unter anderem wurden Motor, Getriebe, Fahrwerk und Fahreigenschaften verbessert. Das Innenraumdesign wurde modernisiert und aufgewertet. Die Karosserie wurde hingegen dabei nicht angetastet, sodass sich die Modelle ab 2008 optisch nicht von den vorherigen unterscheiden. Die wohl wichtigste Aufwertung ist der neue LS3-Motor, dessen Hubraum und Leistung gesteigert wurden. Viele Details wurden ab dem Jahr 2008 zwar verbessert, diese Veränderungen fallen jedoch einem Laien beim ersten Blick nicht auf. Von dieser Modellpflege ausgenommen blieben lediglich die Corvette Z06 und die später erschienene ZR1.

#### Besonderheiten der Europa-Modelle
Die offiziell importierten und über das GM-/Opel-Vertriebsnetz abgesetzten Fahrzeuge unterscheiden sich im Detail von den Modellen, die in den Rest der Welt insbesondere in die USA verkauft wurden. So kam die Basisversion in Europa standardmäßig mit der Z51 Performance Ausstattung (F55 option). Sie verfügt über größere und belüftete Bremsen, stärkere Stabilisatoren, geänderte Federn und Dämpfer sowie geänderte Motor- und Getriebeöl Kühlerpakete und einen zusätzlichen Differentialölkühler. Im Innenraum gibt es standardmäßig ein Head Up-Display.
Um die besonderen Anforderungen der EU an die Beleuchtung zu erfüllen, haben die offiziell importierten C6 verschiedenen Veränderungen an der Beleuchtungseinrichtung, wie Seitenmarkierungsleuchten Rückleuchten/NSL. Vorne wurde in den originalen Scheinwerfergehäusen die weiße Standlichtfunktion nachgerüstet und die gelbe Standlichtfunktion des Blinkers (US) abgeklemmt. Daher unterscheiden sich die Kabelbäume zu Front- und Rückleuchten jeweils im letzten Teilstück.
Die Scheinwerferreinigungsanlage gab es auch nur bei den Europa-Modellen. Da diese Teile nur in kleiner Stückzahl produziert wurden, sind sie heute nicht mehr erhältlich. Die deutsche Anforderung an eine automatische Leuchtweitenregulierung konnte bei der Zulassung durch eine Ausnahmeg umgangen werden, wenn bei Fahrzeugen durch die Straffheit des Fahrwerks trotz Zuladung keine Veränderung des Fahrzeugniveaus zu erwarten ist.
Nicht offiziell importierte Fahrzeuge (sogenannte Grauimporte) besonders aus den frühen Jahren haben trotz Zulassung in der Praxis oft keine Scheinwerferreinigungsanlage und US-Rückleuchten.

## Karosserie

### Coupé

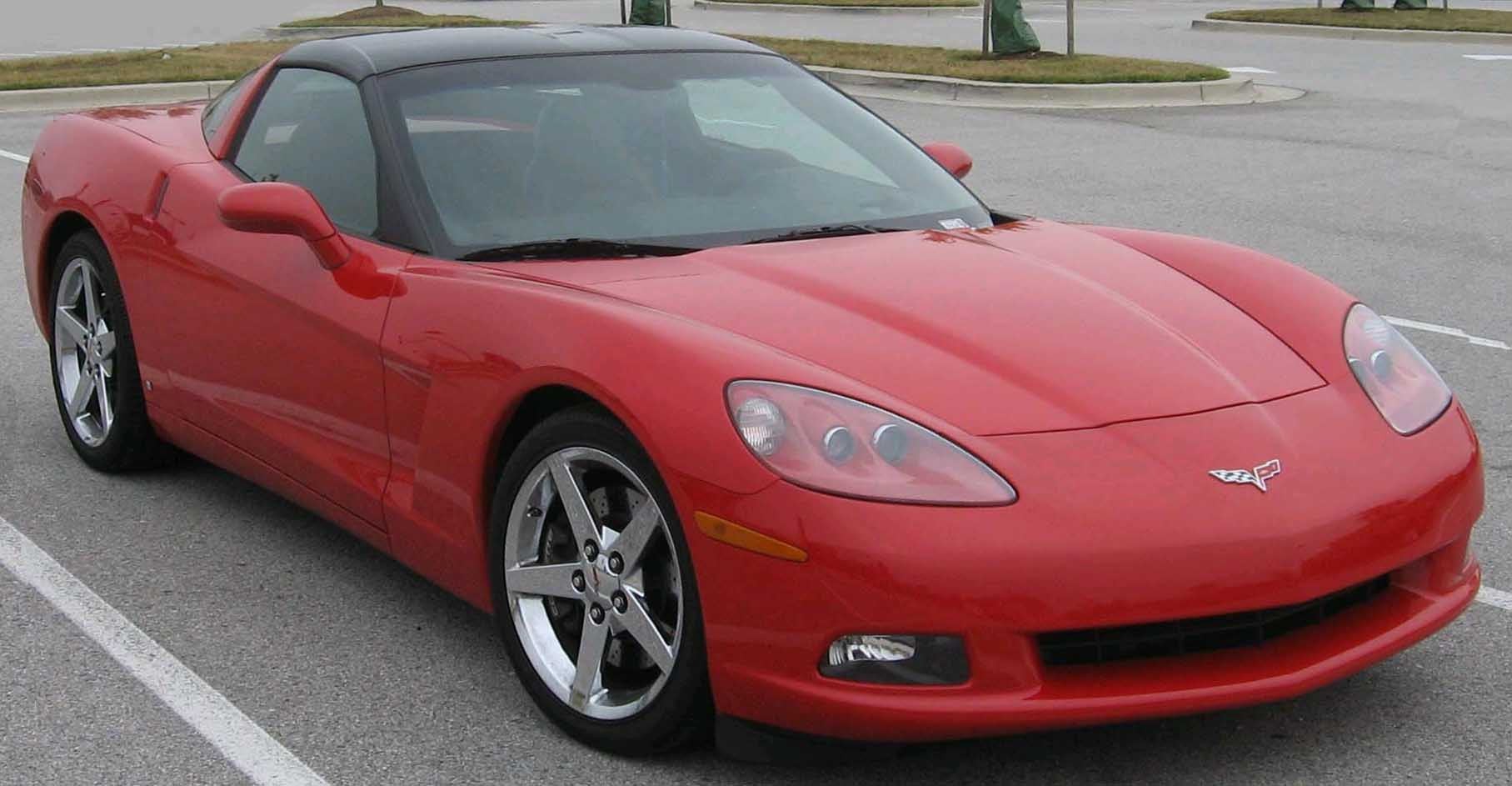
Corvette C6 Coupé

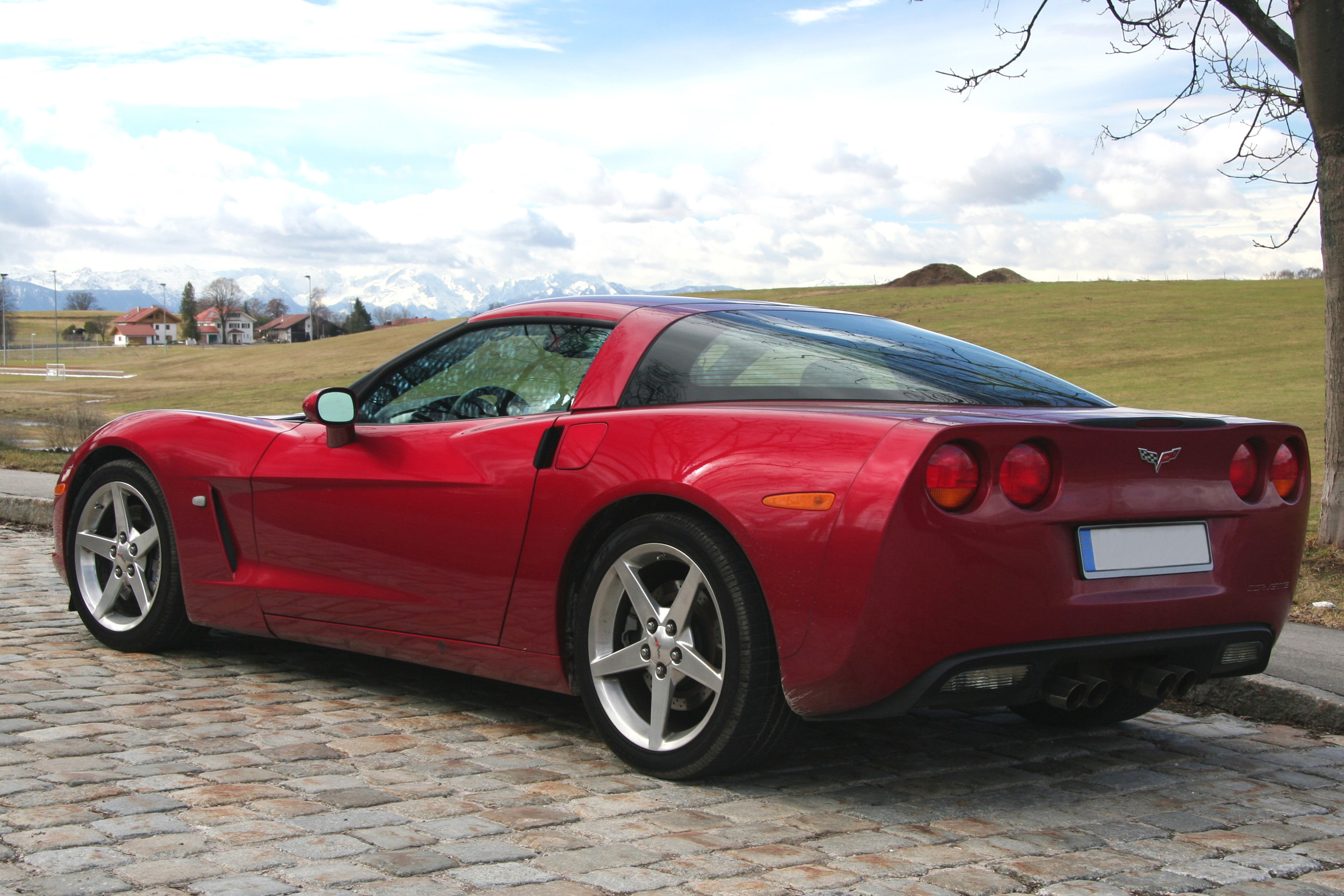
Heckansicht

Während der sich nach hinten verjüngende Kofferraumdeckel und die sportliche Keilform „High-Speed-Performance“ verdeutlichen, ist das schlanke Design des neugestalteten Heckbereichs mit den typischen vier runden Rückleuchten und mittig zentrierten vier Auspuffendrohren ausgestattet. Die neuen festen Xenon-Scheinwerfern bieten eine bessere Lichtleistung als die oft kritisierten C5-Leuchten. Der Strömungswiderstandskoeffizient (cw) der Coupé-Modelle von 0,286 ist der kleinste aller Corvettes überhaupt.
Das neue Design der C6 hat jedoch unter Auto-Fans Kontroversen ausgelöst. Während einige das moderne Aussehen begrüßen, vermissen andere klassische Corvette-Elemente, wie beispielsweise die extravaganten Karosserieformen und die Klappscheinwerfer. Diese wurden durch offene Scheinwerfer ersetzt. Die Corvette C6 sieht nun von vorne einer Dodge Viper nicht mehr unähnlich. Die Karosserie schrumpfte in der Länge um etwa 140 mm und in der Breite um etwa 30 mm gegenüber dem Vorgänger C5. Mit diesen Abmessungen hat die neue Corvette ungefähr das Format eines aktuellen Porsche 911, wobei die Karosserie der C6 jedoch breiter und niedriger als die des Porsche ist. Trotz der Kompaktheit hat die C6 ungefähr das gleiche Gewicht wie die C5. Der Radstand wuchs um 20 mm auf 2680 mm. Somit wurden die ausladenden Formen der C5, die noch das typische Design der US-Sportwagen verkörperten, durch das modernisierte Design mit kurzen Karosserieüberhängen der C6 ersetzt. Es wird von Corvette-Fans moniert, dass das neue Design zu europäisch sei und keine Eigenständigkeit mehr hätte. Die Steifigkeit der Karosserie sowie die Verarbeitungsqualität wurde gegenüber der C5 deutlich verbessert.
Das Design des Wagens mit dem von 0,29 auf 0,28 verringerten Luftwiderstandsbeiwert ist eine Synthese aus modernen und historischen Elementen. Die Frontpartie mit den kleinen Einzelscheinwerfern (Xenon für Abblendlicht, Halogen für Fernlicht) unter einer klaren Kunststoffabdeckung entspringt eher der Neuzeit, während der charakteristische Hüftknick in der Flanke und vor allem das bootsartige Heck mit der stark gewölbten, sich nach hinten verjüngenden Heckscheibe und den vier großen runden Rückleuchten stark an den Coca-Cola-Flaschen-Look der dritten und erfolgreichsten Corvette-Generation, der Corvette C3 (1967 bis 1982) erinnert, die damals deswegen auch „Coke-Bottle-Vette“ genannt wurde.
In der Welt der Corvette ist das Fahren mit offenem Dach seit jeher kein Extra. Auch die Corvette C6 verfügt über das traditionelle abnehmbare Targa-Dach. Das Dach kann herausgenommen werden und wird im speziell konstruierten oberen Teil des Kofferraums verstaut, wobei darunter Platz für anderes Gepäck bleibt.
Ab dem Modelljahr 2006 gab es neue Außenfarben: Velocity Yellow Tintcoat und Monterey Red Metallic Tintcoat traten in die Corvette-Farbpalette und ersetzten Millennium Yellow und Magnetic Red Metallic. Monterey Red Metallic Tintcoat gab es nicht für die Z06. Die Farben wurden bereits bei späten 2005er-Modellen geändert.
Bei den Metalliclackierungen des Modelljahrs 2008 kamen zwei neue Farben zum Einsatz: Jetstream Blue Tintcoat und Red Crystal Tintcoat, sie ersetzten Le Mans Blue und Monterey Red Tintcoat.

### Convertible

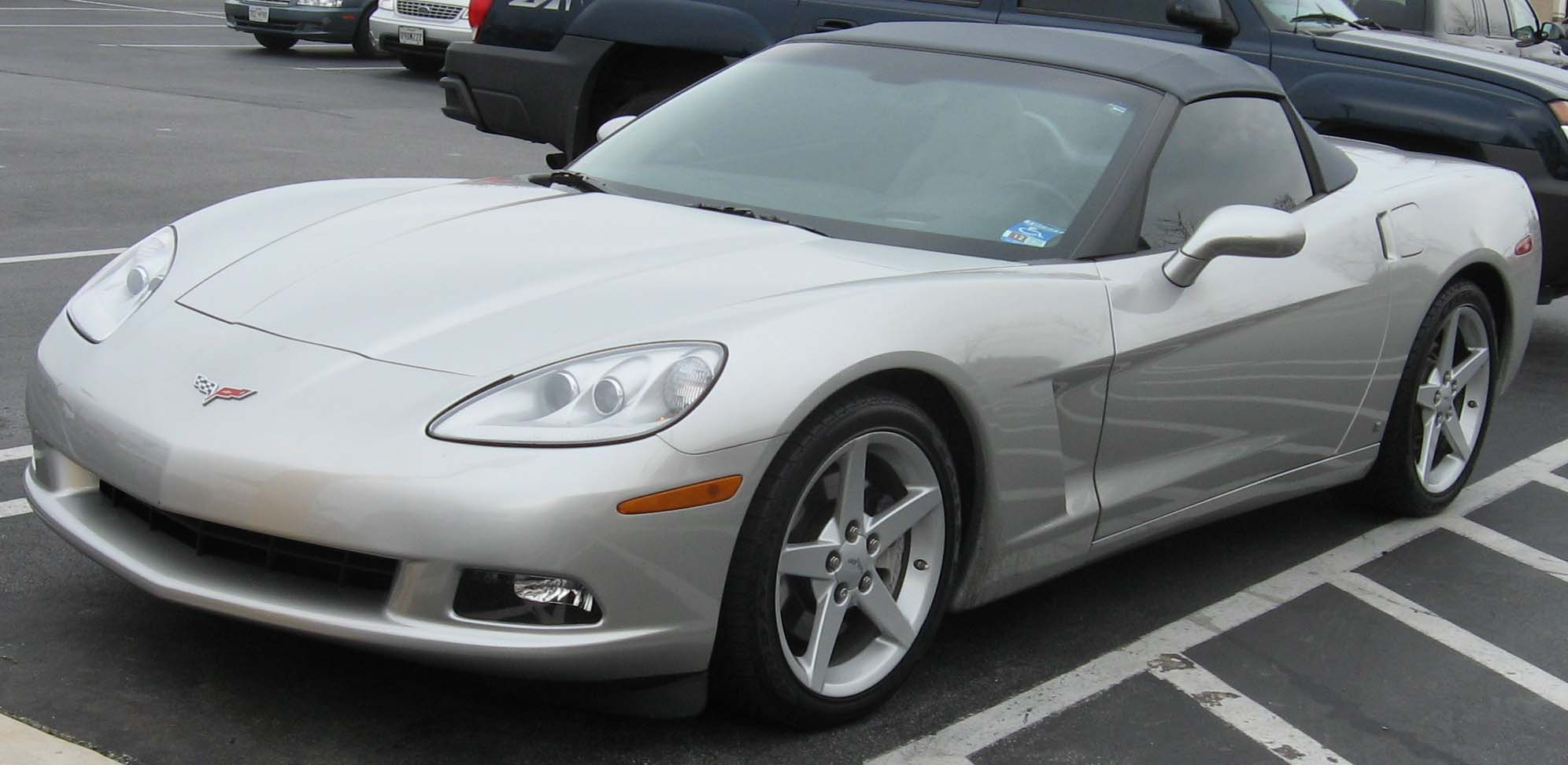
Corvette C6 Convertible

Die Cabrioversion Convertible verfügt nun im Gegensatz zur C5 über ein serienmäßig vollelektrisches, fünflagiges Stoffverdeck. Bei diesem neuen Verdeck wird ein fünflagiges Gewebe verwendet, das die darunter liegende Struktur verbirgt, um bei geschlossenem Verdeck ein harmonisches Aussehen zu erreichen. Außerdem trägt es zur hervorragenden Aerodynamik bei und reduziert Fahrgeräusche.
Das Softtop lässt sich innerhalb von 16 bis 18 Sekunden vollautomatisch per Taste im Innenraum öffnen und schließen. Selbst wenn das aus leichten strapazierfähigen Materialien bestehende Verdeck geöffnet ist, bewirkt die aerodynamische Konstruktion der Corvette C6 einen günstigen Luftwiderstand. Das Verdeck des Cabrios war zwar in Europa nun serienmäßig elektrisch, in den Vereinigten Staaten auf Wunsch aber auch wieder manuell lieferbar.

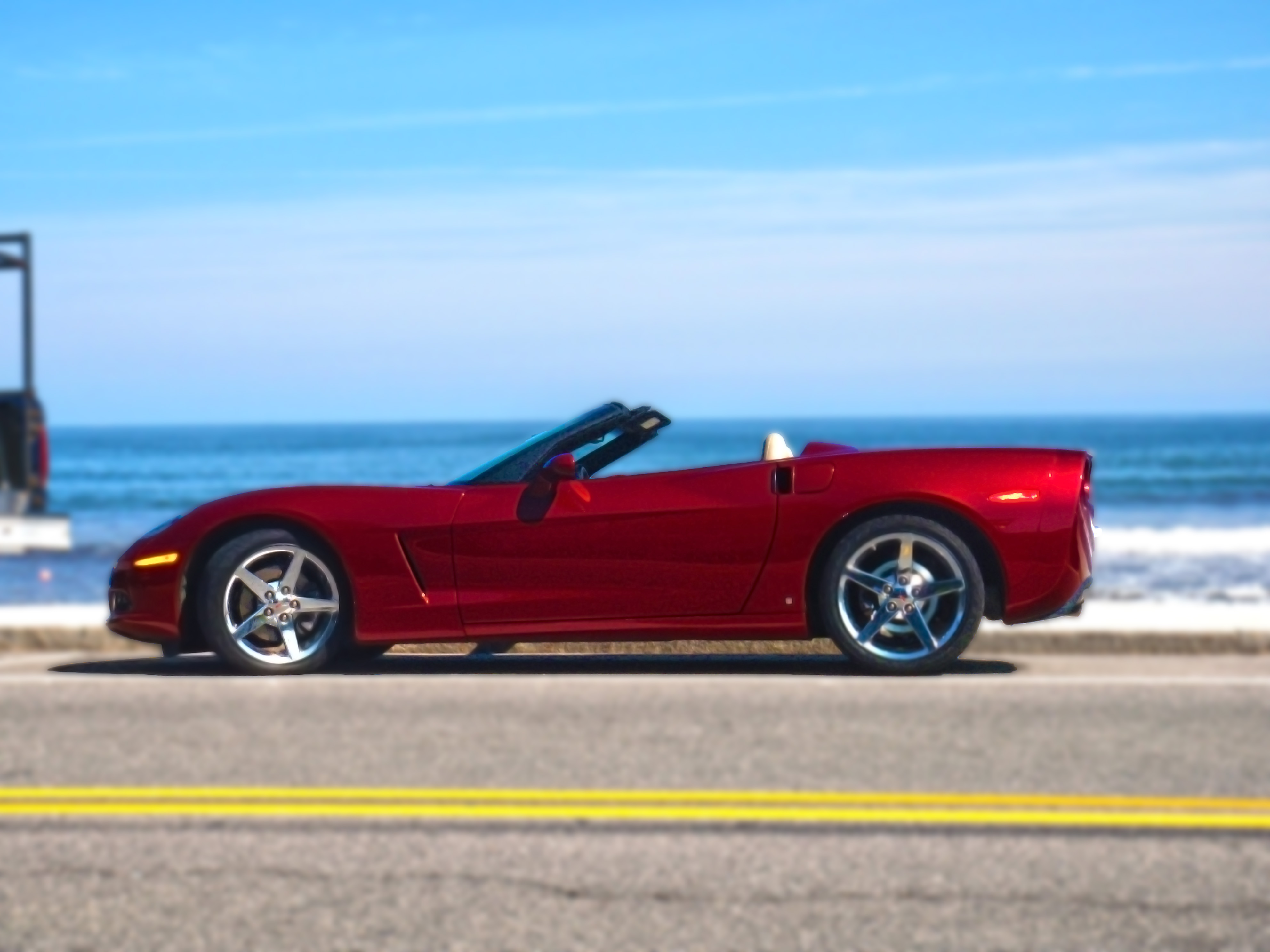
Seitenansicht

Das knappe Stoffverdeck mit Glasheckscheibe des Corvette Cabrio verschwindet komplett unter einer festen Abdeckung hinter den Sitzen. Darunter befinden sich zwei kleine vom Fahrerraum zugängliche Staufächer. Das abdeckende Speedster-Cover mit seinen zwei Airdomes fügt sich dabei nahtlos an die Kopfstützen und die Seitenlinie der Vette ein, die gegenüber dem Coupé unangetastet blieb.
Ab dem Modelljahr 2006 gab es eine neue Verdeckfarbe: Storm Grey ersetzte Grey als Farbton zur Auswahl für Cabrio-Dächer.
Die Änderungen der verfügbaren Außenfarben waren analog zum Coupe.

## Interieur/Ausstattung
Die C6 erfuhr zahlreiche technische Neuerungen, es wurden aber auch Ausstattungsmerkmale aus der C5 übernommen und überarbeitet. Eine attraktive Innovation in der Corvette C6 ist die serienmäßige automatische Innenraumentriegelung mit einem näherungssensitiven „Keyless-Entry“- und „Keyless-Go“-System. Dieses schlüssellose Fahrzeugentriegelungs- und Motorstartsystem erlaubt das Ein- und Ausschalten des Fahrzeugmotors im Cockpit mit einer Start-Stop-Taste. Ebenso neu sind die elektronischen Türöffner innen wie außen; ein sanfter Druck auf einen Knopf genügt, um die Tür zu entriegeln.
Erstmals für die Corvette in Europa serienmäßig erhältlich war ein DVD-Navigationssystem mit Spracherkennung. Es hat ein integriertes 6,5-Zoll-(165-mm)-Farb-Touchscreen-Display. Alle Kartendaten für die berücksichtigten Länder befinden sich auf einer DVD. Ein optionales verbessertes Bose-Audiosystem mit einem Sechsfach-CD-Wechsler im Armaturenbrett und XM Satellite Radio bot nun mehr Auswahlmöglichkeiten für höhere Klangansprüche. Das serienmäßige AM-FM-Radio bot einen CD-Player mit MP3-Abspielfähigkeit.
Das Head-Up-Display (HUD) wurde von der C5 übernommen und verbessert. Mit diesem serienmäßigen Ausstattungsmerkmal werden verschiedene relevante Anzeigen wie Geschwindigkeit, Drehzahl, Gangwahl, Audioeinstellungen usw. auf die Windschutzscheibe projiziert. Ebenso lassen sich auch Navigationsdaten und die g-Werte der Querbeschleunigung in Echtzeit auf dem HUD anzeigen. Es lässt sich in der Helligkeit anpassen und kann auch ganz ausgeschaltet werden. Das Interieur wurde ebenfalls gegenüber der Corvette C5 aufgewertet. Die Verarbeitungsqualität wurde verbessert und die verwendeten Materialien wirken nun hochwertiger und sind zum Teil durch unterschiedliche Farbtöne voneinander abgesetzt. Die Instrumententafel und Türverkleidungen bestehen aus speziellem aufgeschäumten Material mit Leder-Optik. Das Lenkrad lässt sich bei der C6 in der Höhe und neu auch elektrisch in der Tiefe (Teleskop) verstellen.
Die C6-Modelle sind mit dem sogenannten „OnStar“-System ausgestattet. Es bietet unter anderem Funktionen wie eine erweiterte Freisprechfunktion für Telefonanrufe und digitale Spracherkennung. OnStar mit GPS- und WLAN-Technik ist der führende Anbieter von On-board-Sicherheit und Informationsdiensten in den Vereinigten Staaten und Kanada. Dieses System funktioniert in Europa nicht oder nur teilweise.
Die Corvette C6 war serienmäßig mit einem Airbagsystem mit Kopf- und Brustschutz ausgestattet. Je nach Schwere des Aufpralls werden die beiden Frontairbags in einer von zwei verschiedenen Geschwindigkeiten aktiviert. Der Beifahrer-Airbag lässt sich auf Wunsch deaktivieren.
Hinter den Passagieren befindet sich unter der Glaskuppel der Heckklappe ein großes Abteil mit Platz für Gepäck – selbst dann, wenn darin noch das neun Kilogramm wiegende Hardtop verstaut wird.

### Ab Modelljahr 2006
Für das 2006er-Modell wurde der zuvor manuell gesteuerte Airbag-Schalter für den Beifahrer durch ein automatisches, sogenanntes Passenger Sensing System (PSS) ersetzt. Anhand der Sitzposition und des Gewichts registrieren Sensoren des Systems, ob sich ein Kind oder eine kleinere Person auf dem Beifahrersitz befindet. Erkennt der Sensor einen unbesetzten Beifahrersitz oder die Anwesenheit eines kleineren Insassen, schaltet er aus Sicherheitsgründen den Beifahrer-Airbag automatisch aus. Eine Statusanzeige auf dem Innenspiegel benachrichtigt die Insassen darüber, ob der Beifahrer-Airbag ausgeschaltet ist oder nicht.
Zu den weiteren Änderungen für 2006er Corvettes gehörte ein neues Drei-Speichen-Lenkrad mit 370 mm Durchmesser (9,4 Zoll). Das neue Lenkrad ist im Durchmesser kleiner als das vorherige Vier-Speichen-Modell und verbessert das Kurvenhandling.
Das mit einem Bose-Audio-System kombinierte XM-Satellite-Radio gehörte nun zum serienmäßigen Lieferumfang. Die Antenne des XM-Radios ist unsichtbar verlegt, um das Karosseriedesign nicht zu stören.
Neue Farbe für das Interieur ab 2006: Titanium Grey ersetzte Steel Grey als eine der wählbaren Innenfarben für die Corvette.

### Ab Modelljahr 2008
Alle Modelle verfügten nun über eine neu bezogene Armaturenbrett-Mittelkonsolenblende mit hellen Einfassungen für Schalthebel und Becherhalter. Markant sind die neuen Metallic-Schwellerleisten sowie die neue, beleuchtete Steuertaste für die optionale Fahrwerksteuerung Magnetic Selective Ride Control. Hinzu kamen ein Audio-Eingangsstecker (Aux) an allen Audiosystemen mit Ausnahme des Navigationssystems und ein neuer Handsender für die Zentralverriegelung und das Keyless-Go-System, das Schlüssel- und Fernbedienungsfunktion in einer Einheit zusammenführt. Viele Armaturen und Bedienknöpfe haben nun Chrom-Umrandungen, die das Interieur hochwertiger und moderner wirken lässt.
Das für Coupe, Cabrio und Z06-Modelle erhältliche Custom-leather-Innenausstattungspaket enthielt eine neue zweifarbige Lederausstattung, die in den Farben Linen oder Sienna wählbar ist. Die Sitze, oberes und unteres Armaturenbrett und die Türverkleidungen sind in Leder ausgeführt. Das Armaturenbrett auf der Beifahrerseite zeigt ein Corvette-Emblem, die Kopfstützen sind hingegen mit dem Corvette-Logo der gekreuzten Flaggen (Crossing Flags) bestickt, hinzu kommt eine spezielle Mittelkonsolen-Zierblende mit Bias-Muster.
Das DVD-Navigationssystem mit 6,5-Zoll-Touchscreen und integriertem Satellitenradio und der automatisch abblendende Rückspiegel waren nun serienmäßig eingebaut. Diese Optionen waren vorher in den Vereinigten Staaten und in speziellen Modellen wie beispielsweise „Competition“ entweder nicht eingebaut oder nur mit dem Luxus-Paket gegen Aufpreis erhältlich. Außerdem waren diese günstigeren Competition-Versionen auch nicht mit dem Head-Up-Display ausgestattet.

## Motor

### Modelljahr 2005/LS2-Motor

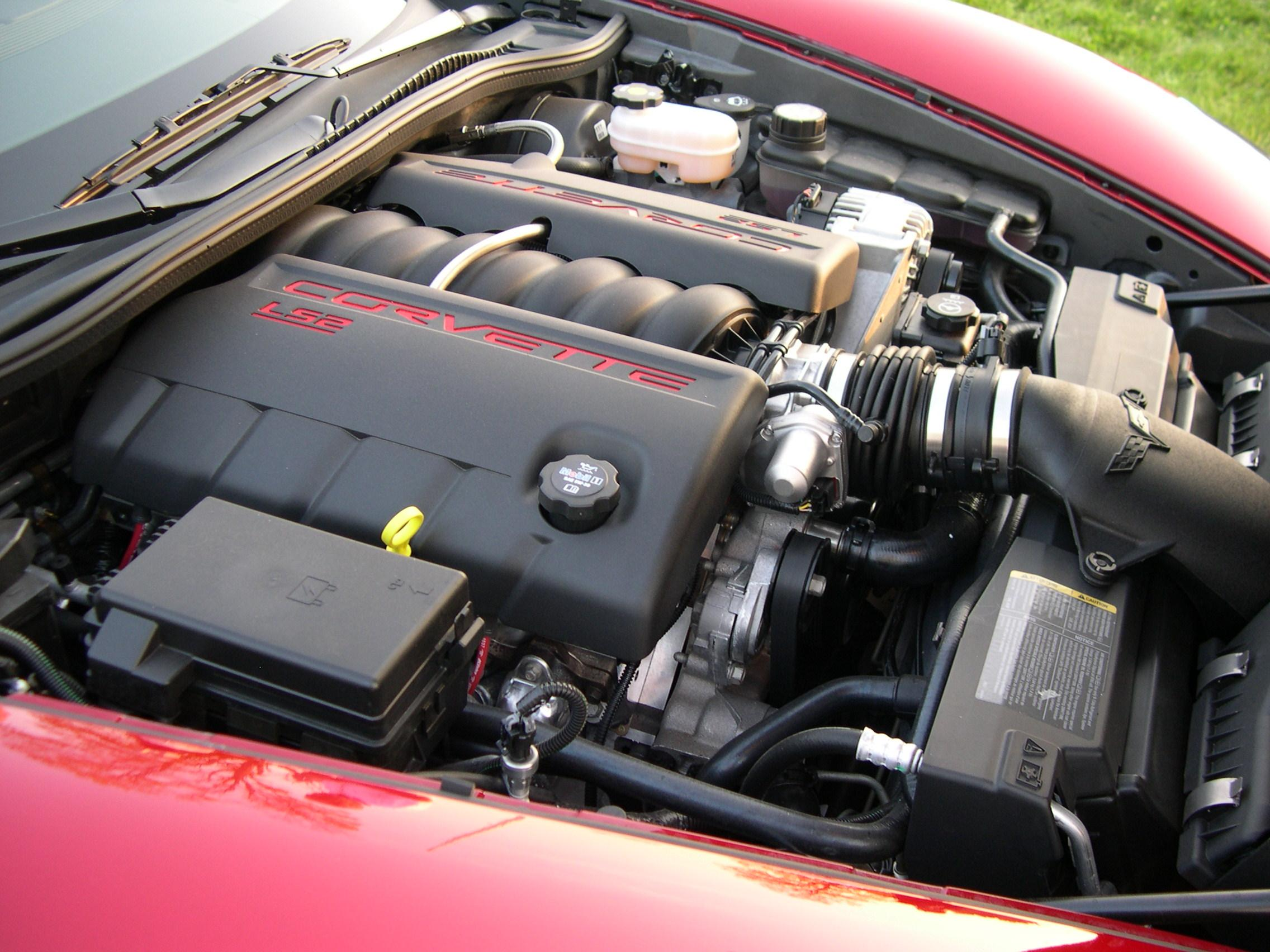
LS2-Motor mit 6,0 Litern Hubraum

Der V8-Motor der C6 ist eine Weiterentwicklung des LS1-Motors der Corvette C5. Die neue Bezeichnung lautet daher „LS2“. Es ist nach wie vor der sogenannte „Small-Block“-Motor, der bereits seit Jahren in der Corvette und anderen Fahrzeugen zum Einsatz kommt und dabei ständig modernisiert und verbessert wurde. Der Hubraum wurde um 0,3 Liter auf 6,0 Liter vergrößert, die Leistung des Motors beträgt nun 298 kW (405 PS) bei 6000/min, das Drehmoment 546 Nm bei 4400/min. Der Motor der C6 bietet somit eine Leistungssteigerung von genau 44 kW (55 PS) und 63 Nm mehr maximales Drehmoment als der alte LS1 in der C5.
Der Aluminium-Motor wird von einer zentralen Nockenwelle gesteuert und hat je zwei Ventile pro Zylinder. Die Ventile werden von der Nockenwelle über Hydrostößel, Stoßstangen und Kipphebel betätigt. Geschlossen werden die Ventile von einfachen Schraubenfedern.
Der 6,0-Liter-Motor hat eine Bohrung von 101,6 Millimeter, der Hub beträgt 92,0 Millimeter. Das Vorgänger-Triebwerk der C5 mit 5,7 Litern hatte identischen Hub, aber eine Bohrung von 99,0 Millimetern.
Die Charakteristik des LS2 ist typisch für hubraumstarke V8-Motoren: er liefert ein hohes Drehmoment bereits ab Leerlaufdrehzahl und die Leistungsabgabe ist sehr elastisch ausgelegt. Während beim bisherigen Motor die spezifische Leistung 60,7 PS/l betrug, erreicht der 6,0-Liter Motor 67,9 PS/l. Im Vergleich bieten moderne Motoren mit Hochdrehzahlkonzepten von z. B. BMW oder Ferrari Werte von über 100 PS pro Liter Hubraum, benötigen wegen ihrer Auslegung jedoch hohe Drehzahlen, um Leistung und Drehmoment zu entwickeln.
Das Leistungsgewicht der C6 beträgt nominell sehr günstige 3,7 Kilogramm pro PS. Dies ist nicht nur das Resultat der relativ hohen Motorleistung, sondern auch des relativ moderaten Gewichts durch die GFK-Karosserie.

### Modelljahr 2008/LS3-Motor
Seit dem Jahr 2008 kommt unter der überarbeiteten Motorabdeckung der neue LS3-V8-Motor zum Einsatz, dessen Hubraum von 6,0 auf 6,2 Liter angehoben wurde. Die Leistung wuchs um 23 kW (32 PS) und das Aggregat leistet nun 321 kW (436 PS) bei 5900/min, das maximale Drehmoment stieg um 29 auf 575 Nm bei 4600/min. Optional konnte in Verbindung mit dem LS3-Motor ein Klappenauspuff, Codebezeichnung NPP, bestellt werden. Diese Klappen öffnen sich ab einer bestimmten Drehzahl und steigern die Leistung nochmals. Mit dieser aufpreispflichtigen Ausstattung leistet der Motor 325 kW (442 PS) und 586 Nm. Bei der Sportversion Z06 ist dieser spezielle Auspuff sowohl in den Vereinigten Staaten, als auch in Europa serienmäßig verbaut.
Diese Neuauflage der Smallblock-Familie weist einen überarbeiteten Aluminium-Motorblock mit Zylinderlaufbuchsen aus Gusseisen auf. Die Zylinderbohrungen wurden von 101,62 mm auf 103,25 mm vergrößert, der Kolbenhub bleib unverändert bei 92 mm. Strömungsoptimierte LS7/L92-Typ Zylinderköpfe der Corvette Z06, eine überarbeitete Nockenwelle und geänderte Ventilsteuerzeiten, ein dynamischerer Ventiltrieb mit Offset-Einlasskipphebeln und ein überarbeiteter Ansaugkrümmer zur besseren Luftversorgung des Aggregats sind weitere Leistungsmerkmale des LS3-Motors. Die Einspritzventile stammen ebenfalls vom LS7-Motor des Z06-Modells.
Die Ventilgrößen wurde den größeren Zylinderkopfbohrungen angepasst, der Durchmesser der Einlassventile erhöhte sich von 50,8 mm auf 55 mm – ein Zuwachs von über 8 Prozent (Flächenzuwachs über 17 %). Die Einlassventile besitzen leichtgewichtige und hohle Ventilschäfte, die eine maximale Motordrehzahl von 6600/min zulassen. Die Auslassventile wurden ebenfalls größer und weisen nun einen Durchmesser von 40,4 mm auf.
Um einen direkteren Zustrom in die Einlässe zu ermöglichen, haben die Einlasskipphebel zwischen Ventilspitze und Stoßstange einen Versatz von 6 mm. Angetrieben werden die Ventile von einer neuen Nockenwelle, deren Hub am Einlassnocken von 13,25 mm auf 14 mm erhöht wurde. Der Hub der Auslassventile bleibt im Vergleich zum LS2 unverändert. Die Ventilsteuerzeiten wurden ebenfalls geändert, um die Leistung weiter zu optimieren.
Der neue Ansaugkrümmer stellt eine maximale Füllung der Zylinder sicher, indem er Saugverluste durch unterschiedlich lange Ansaugrohre reduziert. Er wird im Schmelzkern-Spritzguss-Verfahren hergestellt. Motorgeräusche werden durch Dämmschaum reduziert, der zwischen Krümmeroberfläche und einer zusätzlichen Schallschutzhülle aufgebracht wird. Zudem schützen die neuen Zierabdeckungen auf dem Motor nicht nur die Kipphebeldeckel, sondern sorgen zusätzlich mit geräuschreduzierenden und akustisch verbesserten Einsätzen für ein kultivierteres Motorgeräusch.
Die C6 war 2010 die schnellste Corvette mit Automatikgetriebe, die serienmäßig von General Motors bisher gebaut wurde. Die beiden leistungsstärkeren Modelle Z06 und ZR1 waren ausschließlich mit Schaltgetriebe lieferbar.

## Getriebe
Das Getriebe ist wahlweise ein manuelles oder automatisches 6-Gang-Getriebe, die Automatikversion war beim Modelljahr 2005 noch die 4-Stufen-Automatik. Diese eigentlich in ihrer Technik veraltete 4-Stufen-Automatik stammte noch aus der Corvette C5 und wurde für die C6 modifiziert und verstärkt. Man entschied sich dafür, da beim Erscheinen der C6 bei General Motors noch kein besseres Automatikgetriebe verfügbar war, das dem hohen Drehmoment der neuen Corvette standhielt. Es wurde aber bereits 2006 durch eine andere, komplett neuentwickelte Version mit sechs Stufen ersetzt.
Wie bei allen Corvette-Modellen der neueren Generationen ist der sechste Gang ein sogenannter Overdrive und somit als Spargang ausgelegt. Darum ist der letzte Gang besonders lang übersetzt, um dadurch bei Reisegeschwindigkeiten mit niedrigen Motordrehzahlen einen geringeren Kraftstoffverbrauch zu ermöglichen. Während die US-Versionen teilweise mit noch längeren Übersetzungen ausgeliefert werden, sind die europäischen Ausführungen mit einem direkteren und somit sportlicherem Getriebe ausgestattet. Diese vergleichsweise trotzdem noch lange Übersetzung zeigt auch die theoretische Reichweite der einzelnen Gänge des manuellen/handgeschalteten Getriebes der Europa-Version:

1. Gang: 78 km/h, 2. Gang: 114 km/h, 3. Gang: 162 km/h, 4. Gang: 228 km/h, 5. Gang: 335 km/h, 6. Gang: 402 km/h (theoretisch).
Diese Auslegung des Getriebes bietet einen weiteren Vorteil: Die Drehzahl beträgt im sechsten Gang bei knapp 160 km/h je nach Getriebeausführung nur 2000–2500/min, was neben dem niedrigen Verbrauch auch ein niedriges Geräuschniveau während der Fahrt mit sich bringt. Diese Angaben gelten sowohl für alle Modelle mit manuellem 6-Gang-Getriebe als auch für die Automatikversionen ab dem Modelljahr 2006 mit dem 6-Gang-Paddle-Shift-Getriebe. Das Automatikgetriebe ist im direkten Vergleich zur handgeschalteten Europa-Variante jedoch länger übersetzt und bietet somit die Möglichkeit, noch niedrigtouriger zu fahren.

### 6-Stufen-Automatikgetriebe mit „Paddle-Shift“
Ab Modelljahr 2006 wurde die schon in der Corvette C5 eingebaute 4-Stufen-Automatik durch eine neue 6-Gang-Version mit sogenanntem Paddle-Shift (Schaltwippen am Lenkrad) ersetzt. Es erlaubt sowohl normalen automatischen Betrieb als auch einen sportlichen manuellen Modus mit Steuerung über Schaltwippen.
Die sechs Vorwärtsgänge haben nun eine kürzere Abstufung zwischen den einzelnen Gängen als die alte 4-Stufen-Automatik. Dies verstärkt das Gefühl einer höheren Leistung über das ganze Drehzahlband und trägt wegen des niedrigeren Drehzahlniveaus auch zusätzlich zu mehr Laufruhe bei. Das neue Getriebe ermöglicht im Vergleich zur vorherigen Vier-Stufen-Automatik mit 3,06:1 eine kürzere Übersetzung von 4,02:1 im ersten Gang. Diese ergibt eine deutlich verbesserte Leistung beim Start und beim Beschleunigen aus niedrigen Geschwindigkeiten. Es gibt zwei Overdrive-Gänge: ein Verhältnis von 0,85:1 im fünften Gang und ein 0,67:1-Verhältnis im sechsten. Die Achsübersetzung von Corvette-Modellen mit dem neuen Automatikgetriebe ist 2,56:1.
Technologische Raffinesse zeigt das neue Getriebe am Beispiel von zwei elektronisch gesteuerten Modi: Automatik und Sport plus manuellem Fahrmodus mit sogenannter Paddle-Shift-Funktion. Der normale Drive-Modus D folgt einer bestimmten Gangwahl vorgegebener Schaltpunkte und realisiert dabei weiche Gangwechsel, während der Sport-Modus S das sogenannte Performance-Algorithm-Shifting (PAS) ermöglicht. Dieses PAS-System wählt sofort den optimalen Gang, wenn von der Elektronik eine sportliche Fahrweise erkannt wird. Zusätzlich ermöglicht der Sportmodus kombiniert mit PAS außerdem festere und schnellere Gangwechsel, um eine höhere Leistung zu übertragen und höhere Beschleunigung zu ermöglichen. Mit der Paddle-Shift-Funktion, die ausschließlich im S-Modus zur Verfügung steht, werden die Gänge manuell mit Schaltwippen am Lenkrad gewechselt. Dabei wird in den nächsthöheren Gang geschaltet, indem jeweils die Tasten rechts oder links an Lenkrad gedrückt werden, während zum Herunterschalten der Gänge an den Schaltwippen gezogen wird.
Die Funktionen des neuen Sechsgang-Paddle-Shift-Getriebes mit Automatikmodus werden über einen integrierten Controller gesteuert. Die Steuerung befindet sich im Inneren des Getriebes, um die Komplexität zu reduzieren. Ein neuer 300-mm-Drehmomentwandler, ein neuer Träger der Hydraulikpumpe am Heck und die überarbeitete Länge der Antriebswelle unterstützen auch die bessere Integration des Getriebes in die Corvette.

### Ab Modelljahr 2008
Das Schalten fällt ab den 2008er Corvette-Modellen leichter als bisher; dies betrifft das Sechsgang-Schaltgetriebe wie auch das Sechs-Stufen-Automatikgetriebe mit Schaltwippen. Beim Schaltgetriebe ist unter anderem dank der verbesserten Schalthebelführung ein direkteres Schaltgefühl beim Gangwechsel zu verzeichnen.
Das Sechs-Stufen-Automatikgetriebe mit Schaltwippen für Coupe und Cabrio wurde mit neuer Hardware und einer neuen Controller-Kalibrierung aufgerüstet, was die Schaltzeiten verkürzt. Diese Änderung gibt dem Fahrer beim Betätigen der Schaltwippen noch stärker als bisher ein Gefühl von Kontrolle und direkter Ansprache des Getriebes.
Neu ist auch ab den 2008er Modellen mit Automatikgetriebe das direktere Achsübersetzungsverhältnis von 2,73, statt zuvor 2,56. Diese Maßnahme lässt die Automatik agiler wirken, weil das Drehzahlniveau durch die neue Übersetzung geringfügig angehoben wurde.

### Getriebeübersetzungen
| Getriebeübersetzung | 6-Gang manuell (USA) | 6-Gang manuell (EU)                              | 6-Stufen-Automatik            |
| ------------------- | -------------------- | ------------------------------------------------ | ----------------------------- |
| Ausführung          | US-Version Standard  | Europa-Version mit „Z51“-Paket (In USA optional) | „Paddle-Shift“ (Schaltwippen) |
| 1. Gang             | 2,66                 | 2,97                                             | 4,02                          |
| 2. Gang             | 1,78                 | 2,07                                             | 2,36                          |
| 3. Gang             | 1,30                 | 1,43                                             | 1,53                          |
| 4. Gang             | 1,00                 | 1,00                                             | 1,15                          |
| 5. Gang             | 0,74                 | 0,71                                             | 0,85                          |
| 6. Gang             | 0,50                 | 0,57                                             | 0,67                          |
| Rückwärtsgang       | 2,90                 | 3,28                                             | 3,06                          |
| Achsübersetzung     | 3,42                 | 3,42                                             | 2,56 (2,73 ab 2008)           |

## Fahrwerk
Für die Optimierung des Fahrwerks wurde intensiv in Deutschland getestet – auf der Nordschleife des Nürburgrings, auf den Autobahnen, aber auch im Stadtverkehr. Neben einer Verbesserung der Fahrdynamik standen erstmals auch Kriterien wie Übersichtlichkeit und Handlichkeit im Lastenheft. Deshalb wurde die Corvette kleiner. Die GFK-Karosserie nahm in der Länge um 13 und in der Breite um 2,5 Zentimeter ab. Da gleichzeitig aber der Radstand um 3,5 Zentimeter gestreckt wurde und die C6 auf größeren Rädern rollt (vorne 18 statt 17, hinten 19 statt 18 Zoll), ergeben sich interessante Proportionen und wegen des weiter nach hinten gerückten Motors eine nahezu ausgeglichene Gewichtsverteilung von 51 (vorne) zu 49 Prozent (hinten). Hinter den größeren Alu-Rädern im Fünfspeichen-Design wirken leistungsfähigere Bremsen, dazu gibt es serienmäßig ESP, Antriebsschlupfregelung und für Europa zusätzlich ein Z51-Optionspaket, das unter anderem ein Fahrwerk mit strafferer Abstimmung enthält. Da aber selbst bei Sportwagen immer mehr Wert auf Komfort gelegt wird, weist die C6 längere Federwege als ihr Vorgänger auf.
Das ESP wird bei der Corvette „Active Handling“ genannt und ist in drei verschiedenen Stufen einstellbar. Neben der Möglichkeit, es zu deaktivieren, erlaubt es im sogenannten „Modus Sportliches Fahren“ bis zum Eingreifen des Systems einen kontrollierbaren Drift beim kraftvollen Herausbeschleunigen aus Kurven. Ist das ESP ganz ausgeschaltet, verlangt die C6 volle Konzentration: mit dem serienmäßigen Sportfahrwerk bleiben schnelle Richtungswechsel zwar sehr lange neutral, das Heck drängt jedoch stark nach außen.
Das Fahrwerk ähnelt sehr stark dem aus der C5, wurde jedoch optimiert und verbessert. Nach wie vor gibt es keine herkömmlichen Schraubenfedern wie bei den meisten anderen Herstellern von Sportwagen, sondern je eine Querblattfeder vorne und hinten. Die Blattfeder-Hinterachse der Corvette ist deutlich leichter als eine Multilenker-Konstruktion in Fahrzeugen der Konkurrenz. Zudem ist sie wartungsärmer und erreicht eine höhere Lebensdauer. Ein Nachteil dieser Konstruktion ist die auf welliger Piste weniger präzise Radführung gegenüber einer Multilenkerachse.
Insgesamt drei verschiedene Wahlmöglichkeiten für das Fahrwerk ermöglichen es dem C6-Fahrer, das zu seinem Fahrstil passende Setup zu finden. Das Standard-Fahrwerk wird serienmäßig in den US-Versionen eingebaut. Es ist für ein ausgewogenes Verhältnis von Fahrkomfort und präzisem Handling abgestimmt. Die Corvette C6 wirkt im Vergleich zum Vorgänger jetzt noch gelassener und ist selbst bei schnellerer Gangart noch einfacher zu fahren.
Das in den Vereinigten Staaten optionale Z51-Sportpaket ist auch wieder für die C6 zu bekommen und in Europa Standard. Die Z51-Option wird im Gegensatz zu US-Versionen in den Europa-Modellen der Corvette C6 serienmäßig eingebaut. Es verbessert die Fahrleistungen der Corvette nochmals und bringt die Leistungen von Coupé und Convertible (Cabrio) sehr nah an die der C5 Z06. Das Z51-Paket bietet straffere Dämpfer und Federn, größere Stabilisatoren, verbesserte Kühlung und größere gelochte Bremsscheiben (340 mm vorne und 330 mm hinten). Diese Extras sorgen unter anderem mit einer besseren Kurvenlage und schnellerer Verzögerung für eine optimale Leistung auf der Rennstrecke, während immer noch eine komfortable Fahrt möglich ist.
Optional kann die C6 mit dem Magnetic-Selective-Ride-Control-Fahrwerk ausgestattet werden. Dieses auf Wunsch gegen Aufpreis erhältliche Fahrwerk ist mit magneto-rheologischen Dämpfern ausgestattet. Es in der Lage, Straßenoberflächen zu erkennen und dementsprechend automatisch die Dämpfercharakteristik sofort an die gegebene Straßensituation anzupassen. Das System wurde gegenüber der C5 verbessert, um eine genauere Unterscheidung zwischen den Einstellungen „Tour“ und „Sport“ zu liefern.
Mit jedem der drei verschiedenen Fahrwerk-Systeme gemeinsam arbeiten ein ABS, eine Traktionskontrolle (ASR) und ein ESP, das in der Corvette „Active Handling“ genannt wird. Das „Active Handling“ ist normalerweise immer aktiv, lässt sich aber zusammen mit dem ASR ausschalten. Außerdem gibt es einen Modus für „Sportliches Fahren“. Hier erlaubt das ESP kleinere Drifts und greift erst später ein.

### Ab Modelljahr 2008
Durch ein verändertes Steuergerät wurden die Schaltzeiten der Sechs-Stufen-Automatik mit Schaltpaddels verkürzt; das Schaltgetriebe soll nun exaktere Schaltvorgänge ermöglichen. Auch die Zahnstangenlenkung wurde überarbeitet und ist nun direkter; das Lenkgefühl wurde damit in allen Geschwindigkeitsbereichen nochmals verbessert. Diese Optimierungen werden durch eine besonders präzise Bearbeitung der internen Systemkomponenten, eine neue steifere Zwischenlenkspindel und eine geänderte Controller-Kalibrierung erzielt.
Ebenso wurde das Fahrwerk komplett neu abgestimmt und präziser im Handling. Die 2008er Corvette-Coupe- und Cabrio-Modelle werden mit Rädern im neuen „Split-Spoke“-Look ausgeliefert. Die 18- beziehungsweise 19-Zoll-Aluminiumräder jeweils vorne und hinten, sind nun in serienmäßig in Sparkle-Silver oder jeweils optional im dunklen Competition-Grey oder ebenfalls gegen Aufpreis als polierte Version erhältlich. Ebenfalls neu sind die geschmiedeten Fünfspeichen-Aluminiumfelgen der Corvette-Basismodelle. Letztere sind hochglanzpoliert und auch ein aufpreispflichtiges Extra.

## Reifen
Die Reifen sind wie schon bei der C5 spezielle „Extended Mobility Tires“ (EMT) von Goodyear, also Reifen mit Notlaufeigenschaften. Das Fahrzeug wurde ohne Ersatzrad ausgeliefert.
Es können auch herkömmliche Reifen anderer Hersteller montiert werden. Die Reifengröße beträgt vorne 245/40 ZR 18 und hinten 285/35 ZR 19. Die Alufelgen sind in der Dimension 18 × 8,5 Zoll vorne und 19 × 10 Zoll hinten. Zur Kontrolle des stets optimalen Luftdrucks sendet das Reifenüberwachungssystem die aktuellen Daten an das „Driver-Information-Center“ (DIC) im Cockpit.

## Fahrleistungen
Insgesamt wirkt die Corvette C6 mit dem neuen 6,0-Liter-LS2-Motor agiler als der Vorgänger C5. Die Beschleunigung von 0 auf 100 km/h dauert laut Werksangaben 4,5 Sekunden mit dem manuellen 6-Gang-Schaltgetriebe und 4,8 Sekunden mit der Automatik. Von 0 auf 200 km/h lautet die Beschleunigungszeit 15,6 Sekunden. Die Höchstgeschwindigkeit wird mit exakt 300 km/h angegeben. Sie war aber nicht abgeregelt, so dass in der Regel höhere Geschwindigkeiten erzielt wurden.
Das Fahrwerk und die Lenkung wurden ebenfalls deutlich spürbar verbessert, was auch die von der Autozeitschrift sport auto 2005 im Test ermittelte Rundenzeit in Hockenheim von 1:14,8 Minuten bestätigt. Zum Vergleich brauchte ein Ferrari 360 mit ähnlicher Leistung von 294 kW (400 PS) für die gleiche Übung in Hockenheim 1:15,1 Minuten für eine Runde und ein Porsche 911 (Standard-Version) ebenfalls aus dem Jahre 2005 hatte exakt 1:15,9 Minuten und brauchte damit sogar über eine Sekunde länger im Test als die Corvette C6.

### Ab Modelljahr 2008/LS3-Motor
Nach der Modellpflege 2008 mit dem neuen leistungsstärkeren 6,2-Liter-LS3-Motor verbesserten sich auch geringfügig die Fahrleistungen. Die Beschleunigung von 0 auf 100 km/h mit manuellem 6-Gang-Getriebe erfolgt nun in 4,3 Sekunden und mit der 6-Stufen-Automatik in 4,4 Sekunden. Die Höchstgeschwindigkeit erhöhte sich mit dem neuen Motor von 300 auf 306 km/h.
Eine neue Option für das Modelljahr 2008 stellt außerdem die Sportauspuffanlage dar, welche die Motorleistung um vier auf 325 kW (442 PS) und das maximale Drehmoment um elf auf 586 Nm steigert. Zudem wird der Ton und der Klang durch drehzahlabhängige, vakuumgesteuerte Auslassventile im Auspuff geregelt.

## C6 Competition
Im Frühling des Jahres 2008 erschien eine limitierte Edition der neuen Corvette: Die C6 „Competition“. Das Sondermodell lehnt sich optisch an die in der ALMS-Meisterschaft eingesetzten Fahrzeuge an, ist aber ganz normal für die Straße zugelassen. Optisch von der Rennversion Corvette C6.R übernommene Elemente sind die silberfarbenen Gitter in den Lufteinlässen des Kühlergrills und die im selben Wabenmuster gehaltene Blende zwischen den Doppelauspuff-Endrohren.
Der Heckspoiler entspricht demjenigen der Z06, was nicht nur aerodynamisch von Vorteil ist, sondern auch auf die Einsätze der Corvette im Motorsport verweist.
Den dynamischen Look der Corvette Competition unterstreichen sollen zudem die exklusiven 5-Stern-Leichtmetallräder (18 Zoll vorn, 19 Zoll hinten) in der extra dafür entwickelten Farbe „Competition Grau“. Das Modell Competition ist in limitierter Auflage und ausschließlich in schwarz erhältlich. Der Motor ist derselbe LS3-6,2-l-V8 wie im normalen Coupé bzw. Cabrio, jedoch gibt es die C6 Competition nur als Coupé.
„Competition“ steht bei der neuen Corvette C6 auch für ein besseres Preis-Leistungs-Verhältnis. Das Coupe 6.2 V8 Competition erhielt eine weniger umfangreiche Serienausstattung, womit der Basispreis unter dem des normalen Coupé liegt; dies soll Neueinsteiger und Umsteiger zur Corvette locken. Die Sparmaßnahmen betreffen das Head-Up-Display und das ansonsten serienmäßige Navigationsgerät; diese Standards der C6 sind daher in dieser Sonderversion nicht erhältlich.

## C6 Grand Sport
Für das Modelljahr 2010/2011 erschien die überarbeitete Corvette C6 mit dem Namen „Grand Sport“. Diese Bezeichnung ist eine Reminiszenz an die Erfolge der Corvette im Rennsport. Der Begriff taucht erstmals in den 1960er-Jahren mit der Corvette C2 auf und wurde bereits bei der Corvette C4 wiederverwendet.

### Karosserie
Die Karosserie der C6 Grand Sport wurde gegenüber der normalen C6 modifiziert. Sie ist mit den breiteren hinteren Z06-Kotflügeln, dem Z06-Frontspoiler und der Z06-Lufthutze in der Motorhaube ausgestattet. Zusätzlich sind die Luftauslässe in den vorderen Kotflügeln anders gestaltet als bei allen anderen Versionen der Corvette C6. Auch sind dort jeweils drei Luftauslässe parallel hintereinander vorhanden, anstatt beispielsweise eines einzelnen beim normalen Coupé oder Cabrio.

### Motor, Getriebe und Fahrwerk
In der Grand Sport (GS) arbeitet der gleiche 6,2-Liter-LS3-Smallblock-V8 mit 321 kW (436 PS) wie bei der normalen C6. Zwar nicht für das Cabriolet, sondern ausschließlich für das Grand Sport Coupé mit manuellem 6-Gang-Getriebe, gibt es ein optionales Rennpaket. Dieses beinhaltet unter anderem Trockensumpfschmierung, Differentialgetriebekühler und zwecks besserer Gewichtsverteilung eine hinten montierte Batterie. Zusätzlich bekam das 6-Gang-Getriebe die Launch-Control der ZR1.
Die Grand Sport hat sowohl vorne als auch hinten eine breitere Spur, um die Leistung des V8-Triebwerks mit 321 kW noch besser auf die Straße zu übertragen. Das offensiver abgestimmte Fahrwerk umfasst straffere Federn, härtere Stoßdämpfer und größere Stabilisatoren. Das Bremssystem weist gelochte Bremsscheiben und 6-kolbige vordere Bremssättel auf. Die neugestalteten 5-Speichen-Alufelgen tragen Goodyear Eagle F1 Reifen mit Notlaufeigenschaften (EMT/Run-Flat-Technik). Breitere Reifen sorgen bei der Corvette Grand Sport für eine verbesserte Straßenhaftung gegenüber der C6-Basis. Die Reifen vorne haben eine Dimension von 275/35 ZR 18, die Reifen hinten 325/30 ZR 19. Die Felgengröße vorne beträgt 9,5 × 18 Zoll und hinten 12 × 19 Zoll. Somit haben die Räder die gleiche Dimension wie die der Z06.
Die Querbeschleunigung der Grand Sport liegt bei 1g und die Beschleunigung von 0 auf 100 km/h erfolgt in nur 4,3 Sekunden (Automatik: 4,4 s) bei einer Höchstgeschwindigkeit von 306 km/h. Mit einer Rundenzeit im Test von 1:11,9 Minuten auf dem kurzen Hockenheimring beweist die Corvette Grand Sport ihre Qualitäten. Die Rundenzeit liegt ziemlich genau in der Mitte zwischen der „normalen“ C6 und der Z06.

## C6 Z06

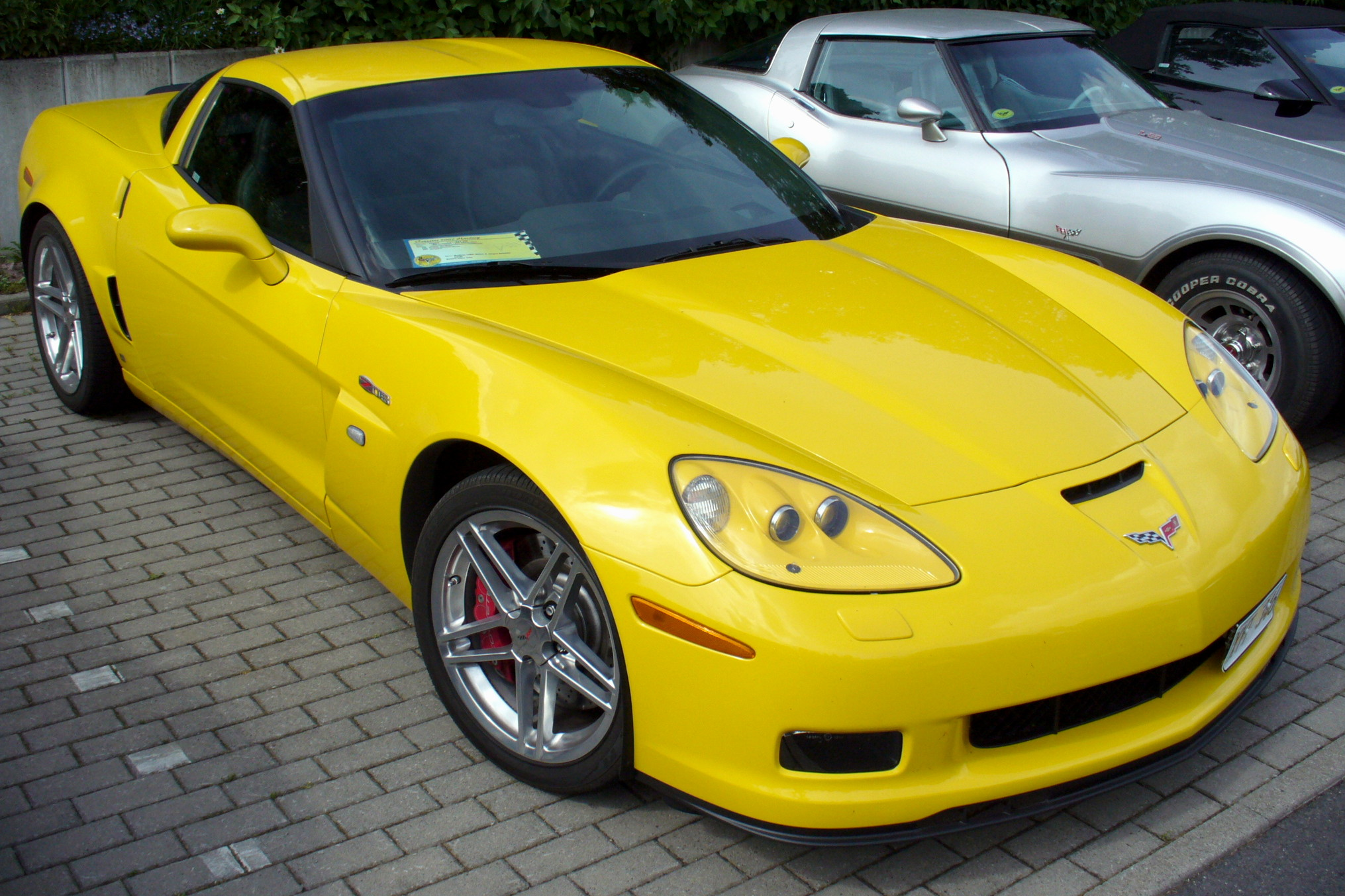
Corvette C6 Z06

Im Jahre 2005 wurde auf Basis der sechsten Generation (C6) der Nachfolger der bereits seit dem Modelljahr 2001 erfolgreichen Corvette Z06 präsentiert. Diese C6 Z06 war bis zur Vorstellung der neuen C6 ZR1 im Jahr 2008 das schnellste und stärkste Corvette-Modell. Die Corvette Z06 wurde parallel zum Corvette-Rennwagen C6.R entwickelt.
Als Abkömmling des Corvette-Rennwagenprogramms ist die neue C6 Z06 ein eigenständiges Fahrzeug mit eigenem Antriebsstrang, anderer Karosseriestruktur und Fahrwerksteuerung, das sich schon äußerlich vom normalen Corvette-Coupé oder Cabrio unterscheidet.
Chevrolet kombiniert in der Z06 die Eigenschaften, mit denen die Corvettes der sechsten Generation Rennen erfolgreich beendeten und macht das auch mit ihrem aggressiven Design deutlich, das Kraft und Ausdauer ausstrahlen soll.

### Innenraum / Ausstattung
Die C6 Z06 ist serienmäßig mit einem Bose-Audiosystem mit im Armaturenbrett integrierten Sechsfach-CD-Wechsler, Teleskoplenkrad, Seitenairbags und einem GPS-Navigationssystem ausgestattet. Corvette-typisch fehlen weder Zweizonen-Klimaanlage noch Kabinenluftfilter in der Ausstattungsliste wie auch das Head-Up-Display (HUD) mit serienmäßiger Track-Modus- und g-Wert-Anzeige. Die beheizten Sitze sind mit Lederbezügen in zwei Farbtönen und mit eingesticktem Z06-Logo erhältlich. Sie haben zudem feste, gegengenähte Seitenpolster, die den Fahrer bei Kurvenfahrten besser im Sitz halten. Das Schalldämmpaket wurde zur Gewichtsreduzierung überarbeitet und ermöglicht nun unter anderem auch eine bessere Überwachung der Antriebsstranggeräusche.

### Karosserie

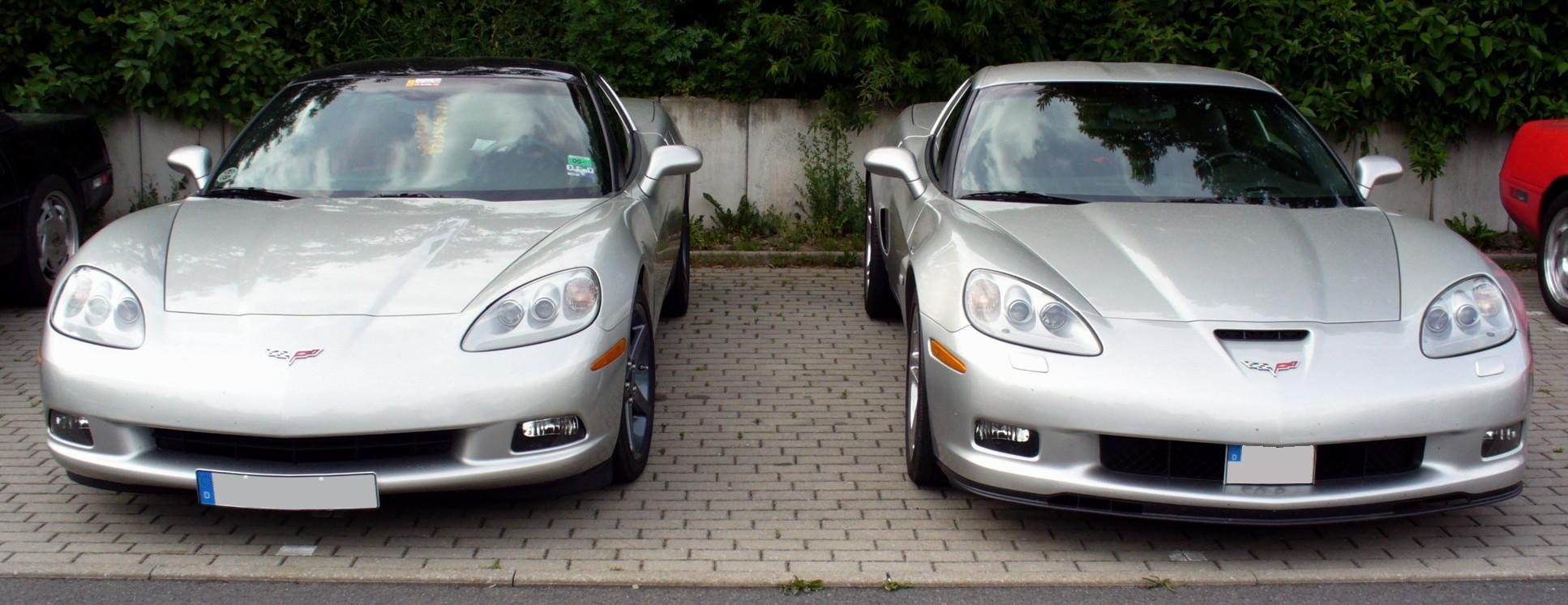
Unterschied C6 Coupé (links) und C6 Z06 (rechts)

Die Corvette Z06 hat, anders als die normale C6, deren Dach sich entfernen und im Kofferraum verstauen lässt (siehe Targadach), ein festes Dach (Hardtop) und einen Rahmen aus Aluminium, der geringes Fahrzeuggewicht mit hoher Steifigkeit verbindet. Die Rahmenaußenträger sind aus einem Stück hydrogeformte Träger mit Gussteilen, Stanzungen und Pressteilen, die viele geschweißte Stahlkomponenten anderer Corvette-Modell ersetzen. In Schlüsselbereichen ist die Aluminiumstruktur mit aufgeklebten Matten aus Kohlenstofffasern in Verbundbauweise verstärkt.
Die Z06 trägt im Gegensatz zur normalen C6 eine Frontschürze mit größerem Kühllufteinlass und einer gesonderten Luftansaugung. Zusätzlich befinden sich hinter den Vorderrädern große Entlüftungsöffnungen. Hinzu kommen spezielle Seitenschweller, eine Abrisskante am Heck und zwei Z06-Embleme auf den vorderen Kotflügeln, auf denen zusätzlich die Leistung von 505 hp nach US-Norm genannt ist. Damit die breiteren Reifen auch Platz in den Radhäusern finden, wurden diese hinten insgesamt um rund 76 Millimeter verbreitert.
Der markante Lufteinlass vorne, die großen hinter den Vorderrädern angeordneten Zwangsluftauslässe sowie die Lufteinlässe zur Kühlung der Bremsen an der Hinterachse sind funktionale Merkmale, die nur die Corvette Z06 hat. Die auffällig breiteren Hinterrad-Kotflügel mit Überständen decken die Hinterräder ab, während die aufgesetzte Heckabrisskante die differente und größere Bremsleuchte beherbergt und zusammen mit dem vorderen Luftteiler die Verteilung der aerodynamischen Radlast ausbalanciert. Der Luftwiderstandsbeiwert der Corvette Z06 beträgt 0,31. Ein weiteres Erkennungszeichen sind die vier Auspuffendrohre mit großem Durchmesser aus rostfreiem Stahl.
Der Frontspoiler und die ausgeprägte Heckabrisskante liefern die nötige Abtriebskraft zur verbesserten Stabilität bei hoher Geschwindigkeit: Die Höchstgeschwindigkeit der Z06 beträgt 320 km/h. Selbst das Dach wurde speziell dafür konstruiert, bei geringer Masse die Steifigkeit der Karosserie zu erhöhen und die aerodynamischen Eigenschaften zu verbessern – die Z06 ist daher nur als Hardtop-Version erhältlich. Das heißt, im Gegensatz zur normalen C6 lässt sich bei der Z06 (und auch bei der ZR1) das Dach nicht entfernen.
Ebenfalls zur Gewichtseinsparung und Erhöhung der Steifigkeit bestehen die Radkästen aus kohlenstofffaserverstärktem Kunststoff (CFK). Der vordere Hilfsrahmen und das fest verschraubte Dach bestehen aus Magnesium, die 1400 Gramm schweren Kotflügel aus CFK. Der Karosserieboden ist eine Sandwichkonstruktion mit KFK-Deckschichten auf einem Balsaholzkern.

### Fahrwerk

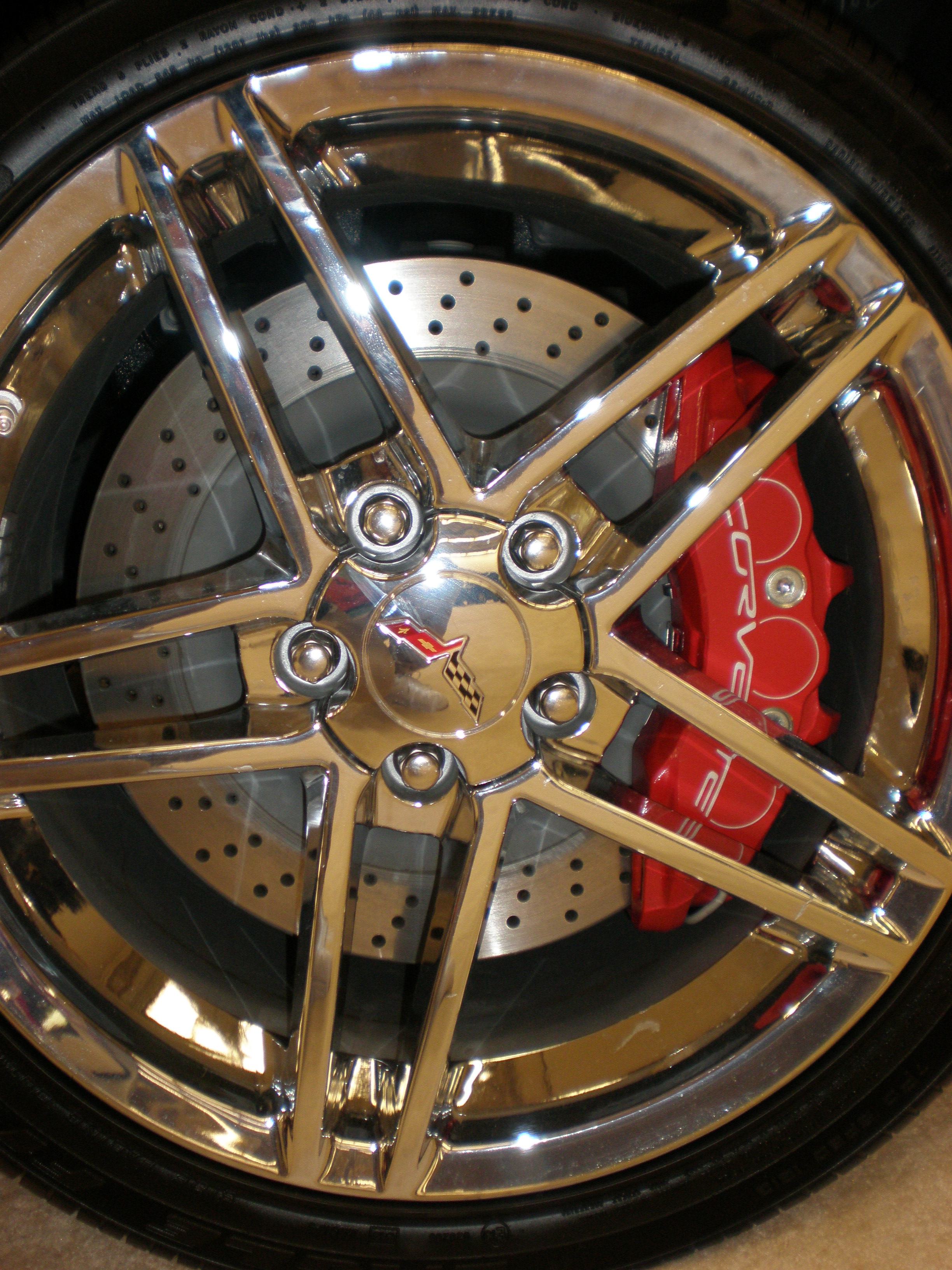
Felge der C6 Z06

Die Corvette Z06 hat den gleichen Radstand von 2686 mm wie die anderen C6-Modelle, aber neuartige Räder, Reifen, Bremsen, Hinterradfedern und einen speziellen Stabilisator zur Unterdrückung von Wankbewegungen. Die charakteristischen 9,5 × 18-Zoll-Räder mit zehn Speichen sind aus Aluminium gegossen und abgedreht. Sie tragen vorn Reifen der Größe 275/35 ZR18; die bauartgleichen 12 × 19-Zoll-Hinterräder tragen Reifen der Größe 325/30 ZR19. Dies war bis zum Erscheinen der ZR1 die größte für eine Corvette angebotene Felgen-Reifen-Kombination. Die Runflat-Reifen (mit ihnen kann eine gewisse Strecke bei verminderter Geschwindigkeit gefahren werden, wenn kein Reifendruck mehr besteht) liefert Goodyear. Die großen Räder bieten Platz für die 355-mm Vorderrad-Scheibenbremsen mit quer verlaufenden Belüftungsbohrungen und sechs Bremskolben und die bauartgleichen 340-mm-Hinterrad-Scheibenbremsen mit vier Kolben.
Auch diese Corvette hat hinten Blattfedern – genauer Halbachsen, die an Querblattfedern hängen. Diese Konstruktion ist wartungsärmer und erreicht eine höhere Lebensdauer als klassische Feder-Dämpfer-Konstruktionen. Ein Nachteil dieser Konstruktion ist die auf welliger Piste weniger genaue Radführung gegenüber einer Multilenkerachse.
Das Aluminium-Chassis ist eine Eigenentwicklung für die Z06. Dieses spezielle Chassis wird nicht im Corvette-Werk in Bowling Green, sondern bei Dana Technologies in Maumee gefertigt. Statt aus Stahl (wie bei der normalen Corvette) besteht der Rahmen komplett aus Aluminium. Bei sogar erhöhter Steifigkeit wiegt der Alu-Rahmen nur knapp 130 kg, also rund 62 kg weniger als der Stahlrahmen der anderen C6-Corvettes.
Das aufpreispflichtige „F55-Magnetic-Selective-Ride-Control-Fahrwerk“ der normalen Corvette ist für die Z06 nicht lieferbar, da ein spezielles Sportfahrwerk eingebaut ist. Trotz stärkerer Fahrwerkskomponenten wiegt die Z06 etwa 40 bis 50 Kilo weniger als eine normale Corvette C6. Somit beträgt das Leergewicht der Z06 lediglich etwa 1400 kg. Dabei ist die prozentuale Gewichtsverteilung der Vorder- zur Hinterachse der Z06 mit 50,7/49,3 nahezu ausgeglichen.

### Motor/Getriebe

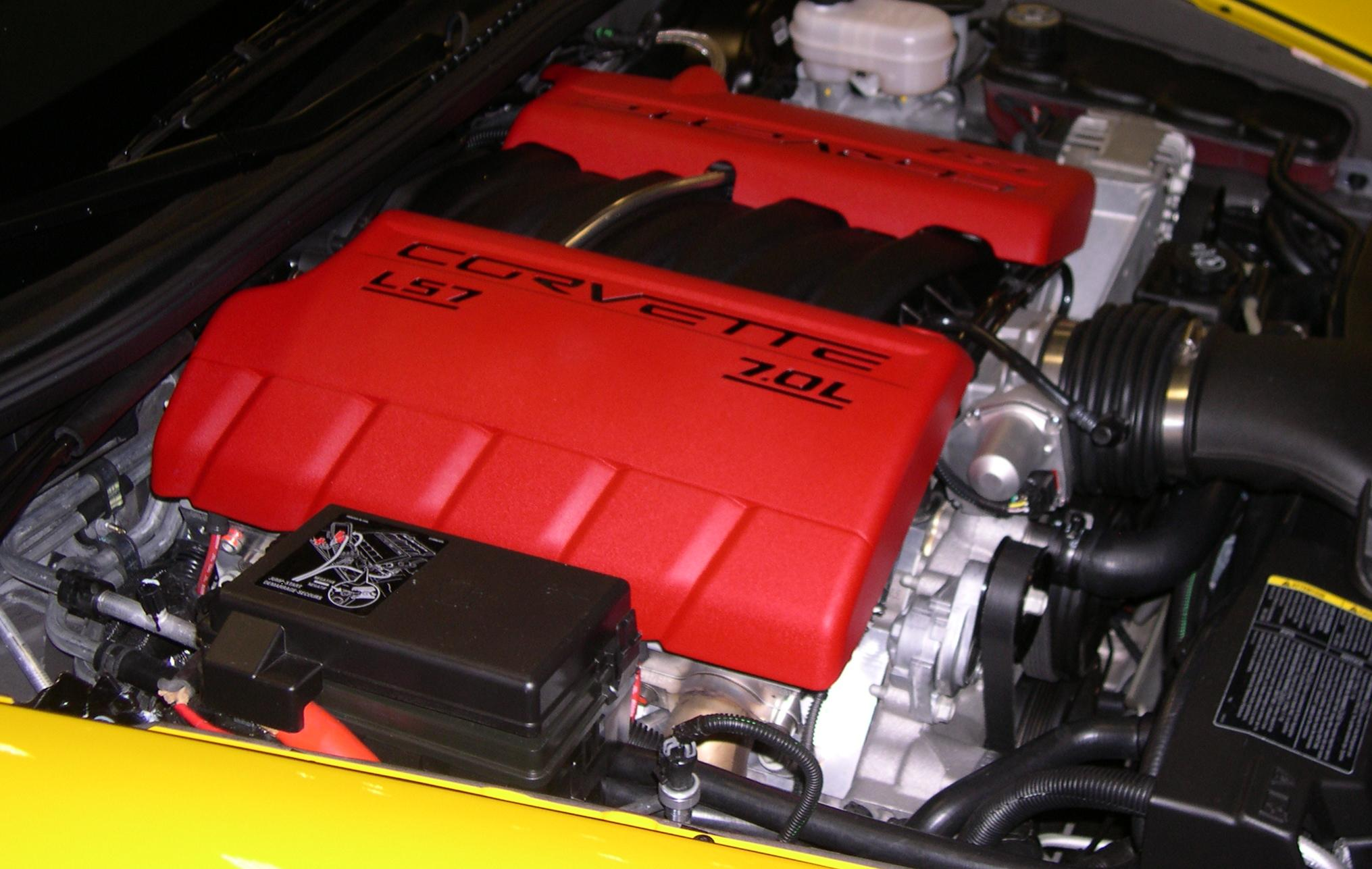
LS7-Motor der Z06

Der handmontierte LS7-V8-Alu-Motor hat 7,0 Liter Hubraum und natriumgefüllte Auslassventile. Pleuel und Ventilfedern sind aus Titan und werden in der Schweiz hergestellt. Wegen seiner Trockensumpfschmierung kann der Motor tiefer eingebaut werden.
Er leistet maximal 376 kW (512 PS) bei 6300/min und liefert ein maximales Drehmoment von 637 Newtonmetern bei 4800/min. Maximal sind 7000 Umdrehungen pro Minute zulässig.
Im Gegensatz zum Vorgängermotor mit großem Motorblock („Bigblock“) und 6997 cm3 (427 Kubikzoll) Hubraum handelt es sich beim LS7 um den hubraumgrößten V8-Motor der „Smallblock“-Baureihe, der jemals von GM produziert wurde. Er ist unter der Motorhaube leicht an seinen roten Abdeckungen mit schwarzer Beschriftung zu erkennen. Dieser neue LS7-Motor ist auch sehr beliebtes Objekt von Tuningfirmen oder wird in verschiedenen Rennställen in ihren Fahrzeugen verwendet.
Beispiele für die Rennsporttechnik des LS7 sind die Pleuel aus Titan, die geschmiedeten Aluminiumkolben mit flachem Kolbendach, die dem Rennsport entlehnten CNC-gefrästen Zylinderköpfe mit Titan-Einlassventilen und natriumgefüllten Auslassventilen sowie die Stoßstangen und Ventilfedern aus Titan. Zudem wird bei der Produktion der Zylinder das Verfahren des Deckplatten-Honens angewandt, wie es sonst nur bei der Rennmotorenproduktion üblich ist.
Der LS7 hat ein Trockensumpf-Schmiersystem, das den Motor auch bei schneller Kurvenfahrt noch vollständig schmiert. Aus einem im Motorraum montierten Ausgleichsbehälter fördert die Ölpumpe auch dann noch Öl mit konstantem Druck, wenn in der Kurve eine Querbeschleunigung über 1g (9,81 m/s²) auftritt. Am hinteren Ende des LS7-Motors sitzen ein Einmassen-Schwungrad und eine leichte Hochleistungskupplung. Das Sechsgangschaltgetriebe mit verbessertem Sperrdifferenzial ist im Heck montiert. (Transaxle) Die Antriebskraft wird von stärkeren Achshalbwellen mit höher belastbaren Universalgelenken auf die Hinterräder übertragen.
Die Z06 wird nur mit dem manuell zu schaltenden 6-Gang-Getriebe ausgeliefert und ist nicht mit der 6-Stufen-Automatik der normalen C6 erhältlich.

### Fahrleistungen
Die Z06 erreicht eine Höchstgeschwindigkeit von 320 km/h. Von 0 auf 100 km/h beschleunigt sie in 3,9 Sekunden, von 0 auf 200 km/h sind es 11,9 Sekunden. Für eine Viertelmeile braucht sie weniger als zwölf Sekunden. Der kleine Kurs in Hockenheim wird in 1:08,7 Minuten umrundet. Die Nordschleife umrundete Jim Mero in einem 2012 Modell mit Ultimate Performance Package in 7:22,68 Minuten. Die maximale Querbeschleunigung liegt mit Serienreifen bei 1,3g. Somit liegt die Z06 im Bereich anderer Supersportwagen. Die typischen Gegner sind beispielsweise Ferrari 430, Porsche 911 Turbo, Lamborghini Gallardo und Nissan GTR. Die Z06 führt außerdem seit 2007 die Liste mit den besten Bremsleistungen der Sport auto an, sie brauchte für die Verzögerung von 100 auf 0 km/h 31,0 m.
Insbesondere das für das C6/Z06-Modell erhältliche Ausstattungspaket Z07 (Ultimate Performance Package) war für die obengenannte Fabel-Rundenzeit auf der Nordschleife im Jahr 2012 (zudem für einen handgeschalteten Seriensportwagen) von Jim Mero verantwortlich. Auch der Performancegewinn von etwa 3 Sekunden auf dem kleinen Kurs von Hockenheim gegenüber einer früher (von dem gleichen Magazin gemessenen) Serien-Z06 war wesentlich diesem Performancepaket geschuldet. Insgesamt wurden weltweit lediglich 200 C6/Z06 mit dem Z07-Paket hergestellt. Nach Europa gelangten hiervon lediglich 28 Fahrzeuge mit nochmals spezieller EU-Konfiguration in den letzten beiden Baujahren der C6-Baureihe. Somit ist das Z06/Z07-Ausstattungspaket in EU-Ausführung in sportlicher Hinsicht ebenso effektiv wie selten. Vereinfacht beschrieben ist eine Z06 mit dem "ultimativen" Z07-Fahrwerkspaket eine Verschmelzung einer ZR1-Fahrwerkskonfiguration inklusive Carbon-Keramik-Bremsanlage und größerer und breiterer Cup-Felgen und Bereifung (in 10x19 Zoll mit 285/30ZR19 und 12x20 Zoll mit 335/25ZR20) mit dem 7011-cm³-Saugmotor der Z06. Zudem wurden mit Bestellung des Z07-Paketes unter anderem ein modifizierter Frontspoiler, Seitenschweller und Heckspoiler verbaut. Der Vorteil lag fahrwerksseitig insbesondere aufgrund des Gewichtsvorteils des 7,0-Liter-Saugmotors zugunsten der Z06 auf der Hand, so dass sich die seinerzeit gemessenen Rundenzeiten der beiden Topmodelle Z06 und ZR1 mit dieser Fahrwerkskonfiguration letztlich auch nur unwesentlich unterscheiden. So war eine Z06 mit Z07 "Ultimate Performance Package" zum Gegner etwa eines ebenfalls mit Saugmotor bestückten Porsche 997 GT3 RS mutiert (die seinerzeit parallel angebotene Modellserie), eine Z06 mit Serienfahrwerk konkurrierte eher mit einem "normalen" Porsche 997 GT3.

## C6 Z06 „Ron Fellows Edition“

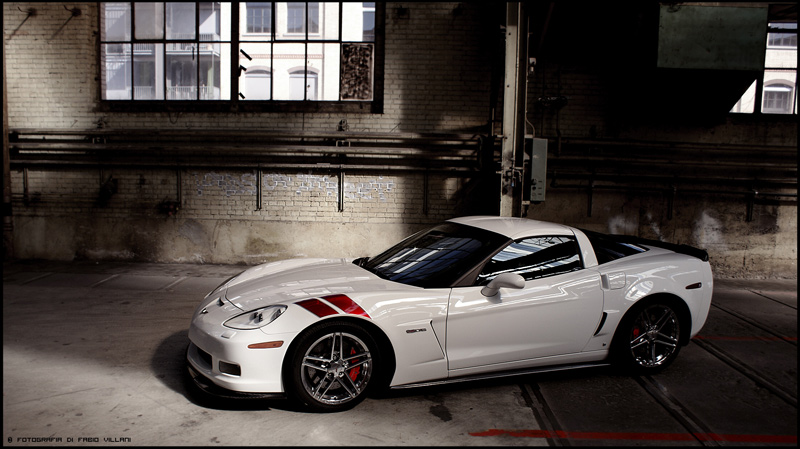
Corvette C6 Z06 „Ron Fellows Edition“

Die erste Sonderserie der C6 Z06 erhielt den Namen „Ron Fellows“ – nach dem bisher erfolgreichsten Corvette-Rennfahrer. Die Z06 „Ron Fellows Edition“ (kurz: „RF-Edition“) wurde ausschließlich im Jahre 2007 produziert, insgesamt wurden 399 Exemplare gefertigt. 300 Stück wurden in den Vereinigten Staaten, 66 in Kanada und die restlichen 33 Fahrzeuge in verschiedene Länder ausgeliefert. Somit ist diese limitierte Auflage eine sehr rare Version der Corvette Z06.

### Karosserie
Diese spezielle Edition ist an der Farbe Weiß zu erkennen, denn bis zum Facelift-Modell der Corvette C6 des Jahres 2008 war die Lackierung „Arctic White“ nur auf der normalen C6 erhältlich. Zusätzlich wurden rote Kotflügel-Flags mitgeliefert, wobei in den beiden linken die Erfolge von Ron Fellows in der ALMS GT1 (2001–2006) samt kanadischem Ahorn-Blatt und seinem Namen gezeigt werden. Diese speziellen roten Aufklebestreifen konnte der Käufer auf die Kotflügel kleben. Somit ist die RF-Edition sofort von außen zu erkennen.

### Innenraum
Das Interieur wurde ebenfalls dem kanadischen Champion angepasst, es ist in den Farben Schwarz und Rot gehalten, wobei Rot dominiert. Außerdem wurde serienmäßig erstmals eine imitierte Mittelkonsole aus kohlenstofffaserverstärktem Kunststoff eingebaut. Zudem befindet sich unter jeder Mittelarmlehne die Editionsnummer samt Unterschrift von Ron Fellows.

### Motor und Fahrwerk
Motortechnisch basiert die Z06 „RF-Edition“ weiterhin auf dem LS7-Motor der normalen Z06 mit 7,0 Litern Hubraum und 376 kW (512 PS) Leistung. Jedoch wurden im Fahrwerk bereits einige Veränderungen aus dem späteren Facelift-Modell integriert, wie etwa die überarbeitete Lenkung, andere Dreiecksquerlenker sowie hintere Stoßdämpfer mit einer anderen Druckstufe.

## C6 ZR1

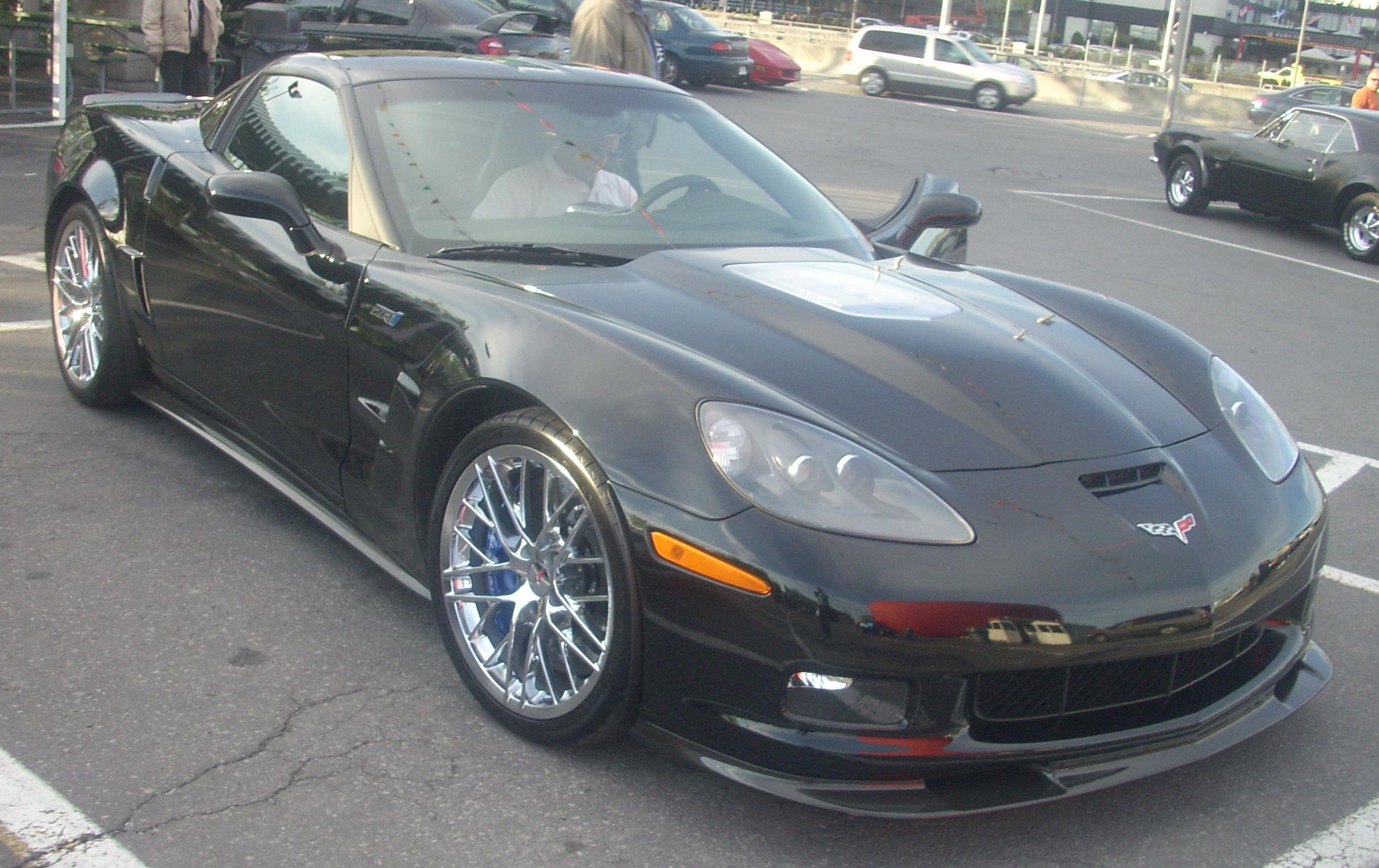
Corvette C6 ZR1

Im Dezember 2007 präsentierte General Motors die Neuauflage der Corvette ZR-1 von 1989. Das ist das aktuelle Topmodell der Corvette auf Basis der C6. Die neue Corvette ZR1 hat nun eine maximale Leistung von 476 kW (647 PS) und ein maximales Drehmoment von 823 Nm. Der Sportwagen war die stärkste, schnellste und leistungsfähigste Corvette, die bis dahin von GM gebaut wurde.
Bei der Entwicklung der ZR1 spielte das Konkurrenzmodell, die Dodge Viper keine unwichtige Rolle. Als im Jahre 2007 die neue Dodge Viper mit 441 kW (600 PS) erschien, konnte das damalige Corvette-Topmodell, die Z06 mit 376 kW (512 PS) nicht dagegen halten. „Wer ist schon gerne Zweiter?“, fragte Corvette-Sprecher Dee Allen kurz nach der Premiere der neuen Viper und nährte damit die Hoffnung, dass General Motors diese Schmach nicht lange auf sich sitzen lässt. Als dann auch noch Vorstandschef Rick Wagoner verlauten ließ, dass es für ihn „sehr wichtig“ sei, „in den Vereinigten Staaten den stärksten, leistungsfähigsten und im Handling besten Sportwagen“ zu haben, war klar, dass ein neues Modell nachgeschoben würde.
Genau ein Jahr später wurde auf der Detroit Motor Show die Corvette ZR1 enthüllt. „Mit der ZR1 wollen wir zeigen, was ein amerikanischer Supersportwagen leisten kann. Das zu einem Preis, der europäische Sportwagen alt aussehen lässt. Die sind doppelt, dreimal oder viermal so teuer“, sagt Chevrolet-Chef Ed Peper, der auch die Corvette verantwortet.
Das Topmodell der Corvette-Baureihe erschien in Deutschland im Sommer/Herbst 2008 bei den Händlern.

### Karosserie

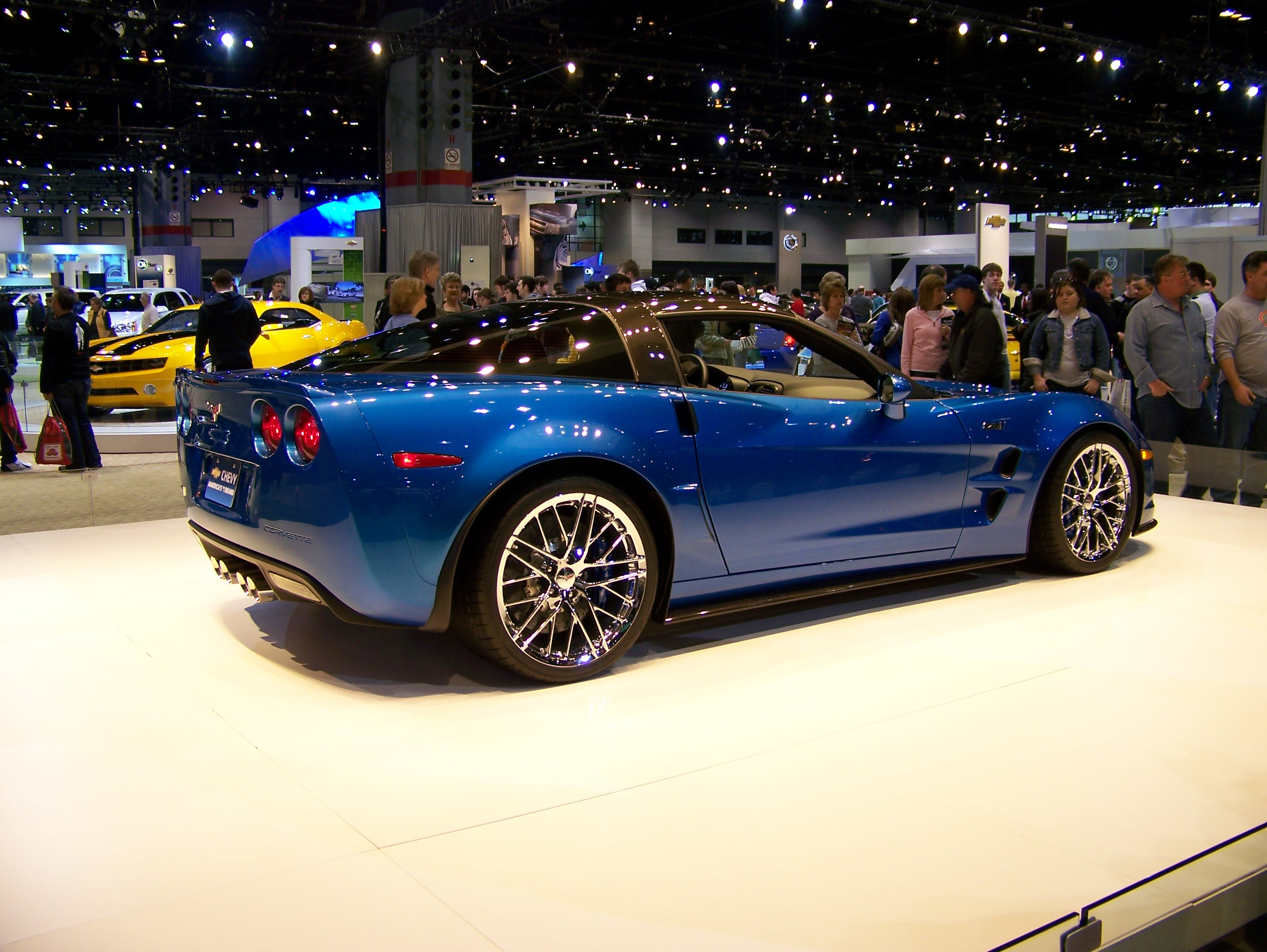
Heck der Corvette C6 ZR1

Die neue Corvette ZR1 unterscheidet sich durch mehrere Merkmale von der normalen C6. Das Auto liegt nochmals tiefer auf der Straße, besitzt einen größeren Kühler, somit eine größere Kühlluftöffnung, eine große Hutze auf der Motorhaube und tiefere Kiemen in der Flanke, außerdem einen ZR1-spezifischen Frontspoiler und einen speziellen Heckspoiler in voller Breite mit angehobenen Außenelementen.
Für die Karosserie wird – Corvette-typisch – glasfaserverstärkter Kunststoff (GFK) eingesetzt. Für die neugestalteten vorderen Kotflügel, das Dach, die Fronthaube sowie die Front- und Heckspoiler kommt jedoch kohlenstofffaserverstärkter Kunststoff (CFK) zum Einsatz. Eine Besonderheit der ZR1 ist ein Fenster in der CFK-Motorhaube, das den Blick auf den Motor/Ladeluftkühler freigibt. Aus Steifigkeitsgründen wird wie bei der Z06 kein Targadach angeboten.
Durch den Einsatz von Kohlenstofffasern in der Karosserie beträgt das Leergewicht nur noch 1453 kg. Mit 2,25 kg/PS hat die stärkste Corvette ein niedrigeres Leistungsgewicht als ein Lamborghini Murciélago, ein Ferrari F430 oder ein Porsche 911 GT2, jedoch ein schlechteres Leistungsgewicht als ein Porsche 911 GT2 RS (Leistungsgewicht ca. 2,21 kg/PS).

### Motor
Der LS9-Motor (6,2-Liter-Vollaluminium-V8 mit Kompressoraufladung und integriertem Ladeluftkühler) der ZR1 ist ebenfalls eine Neuentwicklung und leistet 476 kW (647 PS) bei 6500/min und erreicht ein maximales Drehmoment von 823 Nm bei 3800/min. Der Motor der neuen ZR1 ist nach GM-Diktion ein „Small Block“ und basiert auf dem LS3-Triebwerk der Corvette C6 6.2 mit 6,2 Liter und nicht auf dem LS7-Motor der Z06 mit 7,0 Litern Hubraum.
Tom Stephens, der sogenannte „Group Vice President“ von „GM Powertrain and Quality“ sagte nach der fertigen Entwicklung der ZR1 in einem Statement über den LS9-Motor folgendes:

„Wenn man den LS9-Motor in der Corvette ZR1 erlebt, bekommen die Begriffe Leistung und Fahrverhalten eine ganz neue Bedeutung. Der LS9 demonstriert einen herausragenden Leistungsbereich mit gleichmäßiger Fahrbarkeit bei niedrigen Geschwindigkeiten und souveräne Performance, wenn der Kunde mehr Leistung wünscht. Der Small-Block V8 demonstriert wieder einmal sein großes Leistungspotential, sein vielseitiges Design und eine Architektur mit hoher Qualität, Haltbarkeit und Zuverlässigkeit. Wir haben das ganze Potential des Small-Blocks noch gar nicht ausgereizt.“

#### Technik
Der Motor ist ein modifiziertes LS3-Triebwerk aus der C6 mit 6,2 Litern Hubraum und acht Zylindern. Titanventile und Schmiedekolben fanden bei der ZR1-Version Einzug, genauso ein Eaton-Roots-Kompressor, der für maximal 0,72 bar Ladedruck sorgt. Der „R2300“-Kompressor des LS9 ist die sechste Generation von Eaton mit einem speziellen Gehäuse und neuen Rotoren, bei denen vier Zähne ineinandergreifen, wodurch sie leiser sind und effizienter fördern, während die großen 2,3-Liter-Wälzkolben das notwendige Luftvolumen bei hoher Drehzahl gewährleisten. Ein Flüssigkeit-Luft-Ladeluftkühlsystem senkt die Temperatur der Ladeluft um bis zu 60 Grad Celsius.
Die Verdichtung des Motors wurde wegen der Kompressoraufladung auf 9,0:1 zurückgenommen. Die obere Drehzahlgrenze des ZR1-Motors liegt bei 6600/min. Der LS9 wurde in GMs „Performance Build Center“, einer exklusiven Motorproduktionsstätte für kleine Auftragseinheiten in Wixom ausschließlich von Hand montiert. Hier wurden auch der LS7-Motor der Corvette C6 Z06 und andere Hochleistungsmotoren für GM-Serienfahrzeuge gebaut.
Um einen niedrigeren Fahrzeugschwerpunkt zu erreichen, wird der LS9-Motor der ZR1 noch tiefer als in der Z06 eingebaut. Übertragen wird die Kraft von einem manuell geschalteten Sechsgang-Getriebe, dessen erster Gang über 100 km/h reicht. Die neue 2-Scheiben-Kupplung sowie 6-Gang-Getriebe, Antriebswellen und Fahrwerk wurden den höheren Motor- bzw. Fahrleistungen entsprechend angepasst.
Intern wird die LS9-Maschine der ZR1 auch „Blue Devil“ genannt. Die Bezeichnung stammt vom Namen der Basketballmannschaft der Universität auf der GMs CEO Rick Wagoner studiert hat; den „Duke University-Blue Devils“.

#### Leistungsbereich
Der LS9-Motor der ZR1 bietet ein hohes Drehmoment schon bei niedrigen Drehzahlen, anschließend einen geradlinigen Drehmomentverlauf und somit eine kontinuierliche Leistungsentfaltung bis zur Höchstdrehzahl von 6600/min. Testläufe von „GM-Powertrain“ zeigten, dass der Motor bereits bei 3000/min eine Leistung von 224 kW (304 PS) und bei nur 1000/min ein Drehmoment von fast 434 Nm erreicht. Die Spitzenwerte des Drehmoments liegen bei ungefähr 4000/min, während die maximale Leistung bei 6500/min erreicht wird. Der Motor produziert konstant über 90 Prozent seines Drehmoments in dem Bereich von 2600 bis 6000/min.

“The sixth-generation design of the supercharger expands the 'sweet zone' of the compressor's effectiveness, broadening it to help make power lower in the rpm band.”

„Die sechste Kompressor-Generation steigert die Effektivität, mit denen im niedrigeren Drehzahlbereich Leistung gebracht wird.“

„Einfach gesagt ist das Drehmoment im unteren Bereich erstaunlich.“

### Getriebe
Die Corvette ZR1 ist mit einem „Tremec-TR6060“-Sechs-Gang-Schaltgetriebe und einem speziellen Zweischeibenkupplungssystem ausgestattet. Das Getriebe wurde entsprechend überarbeitet, um das Drehmoment des LS9-Motors von über 800 Nm zu übertragen und bietet dadurch auch verbesserte Schalteigenschaften. Das Zweischeibenkupplungssystem verfügt über Kupplungsscheiben mit einem relativ großen Durchmesser von 260 Millimetern, um das hohe Drehmoment des Motors auf diese Weise auf einer größeren Fläche zu verteilen.
Die Höchstgeschwindigkeit der ZR1 wird im sechsten Gang erreicht; dies bedeutet, dass auch der sechste Gang als „echter Fahrgang“ genutzt werden kann. Im Gegensatz dazu wird bei der normalen Corvette C6 und der Z06 die Höchstgeschwindigkeit jeweils im fünften Gang erreicht – die letzte Fahrstufe dient im sogenannten Overdrive als Schon- oder Spargang.

### Fahrwerk
Das Spaceframe-Aluminium-Chassis der ZR1 sowie die Feder-Dämpfer-Kombination des Fahrwerks wird vom schwächeren Schwestermodell Z06 übernommen und entsprechend verstärkt. Das verstellbare und elektronische Dämpfersystem bekam einen speziellen Rennmodus. Es ist ein sogenanntes Magnetic-Selective-Ride-Control mit Track-Level-Aufhängung. Das Dämpferkennfeld des Fahrwerks lässt sich in zwei Stufen wählen, „Tour“ und „Sport“ genannt. Bereits im „Tour“-Modus federt das Magnetic Ride System sehr straff. Dennoch ist die ZR1 etwas komfortabler als die Z06, da sie weichere Federn hat. Lediglich die Stabilisatoren der ZR1 fallen stärker als die der Z06 aus.
Erstmals in der Corvette wird zudem serienmäßig eine Bremsanlage mit gelochten Bremsscheiben aus Carbon-Keramik (mit Kohlenstofffasern verstärktes Siliciumcarbid), zur besseren Kühlung der Anlage und größeren Bremssättel mit vergrößerter Belagsfläche eingebaut. Vorne wirken Sechskolben-Festsättel auf 394 mm (15,5 Zoll) große Bremsscheiben, hinten Vierkolben-Festsättel auf 380-mm-Scheiben. Ebenfalls neu ist das Antiblockiersystem (ABS) und Elektronisches Stabilitätsprogramm (ESP) von Bosch. Das ESP ist dreistufig und abschaltbar. Das Fahrwerk erlaubt somit Querbeschleunigungen von deutlich mehr als 1g – ohne Semislicks. Die Michelin-Reifen der ZR1 werden speziell für dieses Modell angefertigt.

### Fahrleistungen
Die Höchstgeschwindigkeit ist im Hinblick auf die Haltbarkeit der Reifen elektronisch auf 330 km/h begrenzt. Der Tachometer reicht daher „nur“ bis 330 km/h. Die Beschleunigung von 0 auf 100 km/h wird in 3,4 s, von 0 auf 200 km/h in 10,3 s und von 0 auf 300 km/h in 32,5 s erreicht. Der kleine Kurs in Hockenheim wird in 1:08,3 Minuten umrundet.
Im Juli des Jahres 2008 umrundete GM-Entwicklungsingenieur Jim Mero die Nordschleife des Nürburgrings in einer damaligen Rekordzeit von 7:26,4 Minuten. Im Sommer 2011 konnte Jim Mero diese Zeit auf 7:19,63 mit einer 2012er ZR1 verbessern. Diese ZR1 erreichte damit hinter dem Porsche 911 GT2 RS die bis dahin zweitschnellste gefahrene Rundenzeit eines Serienautos am Nürburgring. Somit ist sie das bisher schnellste und stärkste Fahrzeug, das General Motors in seiner über 100-jährigen Firmengeschichte produziert hat.

## Technische Daten
| Modellbezeichnung                | C6 Coupé/Cabrio 2005–2007                                     | C6 Coupé/Cabrio 2008–2013         | C6 Coupé/Cabrio 2008–2013 mit Klappenauspuff (Option) | C6 Z06                  | C6 ZR1                  |
| -------------------------------- | ------------------------------------------------------------- | --------------------------------- | ----------------------------------------------------- | ----------------------- | ----------------------- |
| Motor                            | 6,0 L V8 LS2                                                  | 6,2 L V8 LS3                      | 6,2 L V8 LS3                                          | 7,0 L V8 LS7            | 6,2 L V8 LS9 Kompressor |
| Hubraum                          | 5967 cm³                                                      | 6162 cm³                          | 6162 cm³                                              | 7012 cm³                | 6162 cm³                |
| Bohrung × Hub                    | 101,6 × 92 mm                                                 | 103,25 × 92 mm                    | 103,25 × 92 mm                                        | 104,8 × 101,6 mm        | 103,25 × 92 mm          |
| Leistung bei 1/min               | 298 kW (405 PS)/6000                                          | 321 kW (436 PS)/5900              | 325 kW (442 PS)/5900                                  | 376 kW (512 PS)/6300    | 476 kW (647 PS)/6500    |
| max. Drehmoment bei 1/min        | 546 Nm/4400                                                   | 575 Nm/4600                       | 586 Nm/4600                                           | 637 Nm/4800             | 823 Nm/3800             |
| Getriebe                         | 6-Gang manuell 4-Stufen-Automatik ab 2006: 6-Stufen-Automatik | 6-Gang manuell 6-Stufen-Automatik | 6-Gang manuell 6-Stufen-Automatik                     | 6-Gang manuell          | 6-Gang manuell          |
| Beschleunigung 0–100 km/h (Aut.) | 4,5 s (4,8 s)                                                 | 4,4 s (4,6 s)                     | 4,3 s (4,4 s)                                         | 3,9 s                   | 3,2 s                   |
| Höchstgeschwindigkeit            | 300 km/h                                                      | 306 km/h                          | 306 km/h                                              | 320 km/h                | 330 km/h                |
| Felgen vorne/hinten              | 8,5×18 / 10×19                                                | 8,5×18 / 10×19                    | 8,5×18 / 10×19                                        | 9,5×18 / 12×19          | 10×19 / 12×20           |
| Reifen vorne/hinten              | 245/40ZR18 / 285/35ZR19                                       | 245/40ZR18 / 285/35ZR19           | 245/40ZR18 / 285/35ZR19                               | 275/35ZR18 / 325/30ZR19 | 285/30ZR19 / 335/25ZR20 |
| Leergewicht                      | 1460 kg                                                       | 1460 kg                           | 1460 kg                                               | 1418 kg                 | 1453 kg                 |
| Tankinhalt                       | 68 Liter                                                      | 68 Liter                          | 68 Liter                                              | 68 Liter                | 68 Liter                |

## Corvette-C6-Tuner
Basierend auf der Corvette C6 wurde im sächsischen Radeberg von 2014 bis 2016 eine Kleinserie des Sportwagens VSpeed V77 gefertigt. Die Leistung des LS3-Motors wurde um 40 PS auf 477 PS (351 kW) gesteigert, während durch Leichtbau das Leergewicht des Fahrzeugs auf 1399 kg sank.